# 名港トリトン
名港トリトン（めいこうトリトン）とは、伊勢湾岸自動車道のうち、伊勢湾岸道路（国道302号の愛知県東海市 - 海部郡飛島村間）の東海ICから飛島ICの間にある、3つの斜張橋（名港西大橋、名港中央大橋、名港東大橋）の愛称である。
名港トリトンとその前後の取り付け区間は、一般有料道路事業と直轄国道整備事業として整備された経緯から、東海IC - 飛島IC間の全線が高速自動車国道に並行する一般国道自動車専用道路となっている。また、当該区間は名古屋環状2号線の一部を構成する。
本項では、主として3つの斜張橋の解説である「名港トリトン」と、東海IC - 飛島IC間(6.1 km)の路線解説である「伊勢湾岸道路」の二部構成で解説する。

## 概要

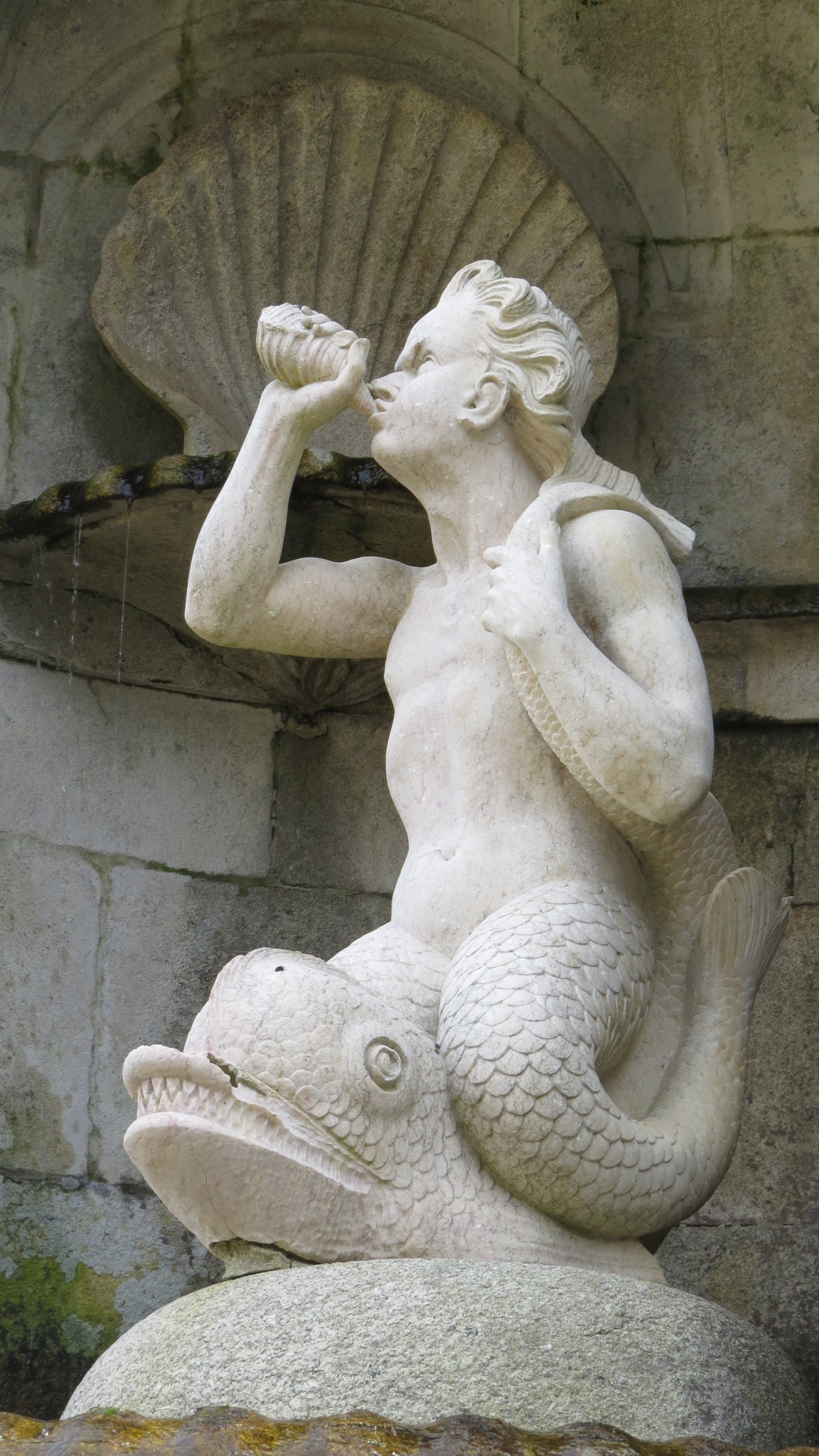
トリトンはギリシャ神話の半人半魚の海神。しばしばポセイドンが引き起こした嵐で難破した船に急行し、ほら貝を吹き鳴らして嵐の海を沈めた。「名港トリトン」の愛称は、トリトン(Triton)の「Tri-」が「三つの」を意味することにちなむ（以下はその例）。
triple（トリプル）
trio（トリオ）
triangle（トライアングル）
trident（トライデント）
trinity（トリニティ）
名港トリトンの場合は「Tri-」が斜張橋3つで構成されることを表している。

名港トリトンの3橋は名古屋港（名港）の埋立地を東西に横断し、流通基地をはじめ工業地帯が点在する各ふ頭間を連絡する使命の他に、名古屋港と周辺工業地帯の有機的連携を目的として架橋された。さらに、東名、新東名と東名阪、新名神の各高速道路の短絡ルートを構成することから、東西主要都市間の直結ルートとしての役割も担っている。さらに、中央自動車道、名二環、東海環状自動車道、東海北陸自動車道とも間接的に連絡のうえ名古屋港と関西、北陸、信越地方が自動車専用道路で結ばれることで、海上輸送と陸上輸送が一体となって国際物流を形成し、国内産業を下支えしている。
名古屋港は資源および工業材料や衣類などを海外から輸入するほか、輸入した原材料を国内工場で加工、製品化して海外へ輸出するための貿易港である。名古屋港の特色はこうした貿易港としての機能のみならず、港と中部圏の各工場間の道路ネットワークが完備されている点にある。海外から輸入した製品、原材料を中部圏の各工場に輸送する際、それが交通渋滞に巻き込まれて製品調達が滞るようでは企業の生産活動に深刻な影響をもたらしかねない。したがって港と道路の連携が確実な輸送、コストの面からとりわけ重要な要素となるが、名古屋港の場合は港を高規格幹線道路（高速道路）が貫いており、信号待機による渋滞の心配が無用な高速道路の輸送は、輸送コスト削減と調達時間短縮を実現して効率的な生産、加工を可能としている。名港トリトンにはマイカー利用のみならず、こうした国内産業を支える物流ルートとしての重要な側面がある。なお、港の中を高規格幹線道路が貫いているのは日本国内では名古屋港のみとされ、日本の中央部に位置するロケーションと共に交通インフラの優位性をいかんなく発揮している。
1985年（昭和60年）3月、名港西大橋が暫定2車線対面通行により単体で供用開始された（後に伊勢湾岸道の豊田方面行き車線、片側3車線として供用）。1998年（平成10年）3月には伊勢湾岸道の開通に伴い、名港中央大橋（片側3車線ずつ計6車線）と名港東大橋（片側3車線ずつ計6車線）および名港西大橋（四日市方面行き片側3車線）がそれぞれ開通した。これに伴い、地域のシンボルとしてより親しみをもってもらうべく3つの斜張橋に愛称を付与することになり、一般公募で約2万通の応募がなされた。その結果、トリトン(Triton)が海神であることからのふさわしさと共に、「トリ」が「3つ」を意味する「tri-」に通じることから、3橋になぞらえる意味で「名港トリトン」の愛称が採用された。
3橋は西側（飛島IC側）から、名港西大橋、名港中央大橋、名港東大橋の順に架橋されている。架橋されているふ頭と自治体は、木場金岡ふ頭（海部郡飛島村）、金城ふ頭（名古屋市港区）、潮見ふ頭（名古屋市港区）、新宝ふ頭（東海市新宝町）である。名港西大橋が木場金岡ふ頭 - 金城ふ頭間、名港中央大橋が金城ふ頭 - 潮見ふ頭間、名港東大橋が潮見ふ頭 - 新宝ふ頭間にそれぞれ架橋されている。3橋は連続して架橋されていることから、名港トリトン進入の際に、A形の主塔が8つ居並ぶ光景を見ることが出来る。3橋は貿易港たる名古屋港のゲートに位置し、フェリー、タンカー、貨物船など、相当数の船が橋の下を通過する。なお、名港トリトンは自動車専用道路に架かる橋梁であることから、徒歩で横断するための橋ではない。よって港を展望するための遊歩道のたぐいは一切設置されていない。
建設は主として日本道路公団（一部の道路は建設省）が担当した。運営者はNEXCO中日本（当初は日本道路公団）である。
名港トリトンの建設では、1988年（昭和63年）5月の日米政府間で合意された特例措置が適用されている。当時約60兆円ともされる日本国内建設市場の外国企業への開放を求める米国政府の要請に応えたもので、対象とされた7公共事業の一つに名港トリトンの建設工事が含まれたものである。このため、マスタープランが公表され、適用となる工事は名港中央大橋とされた。

## 港湾横断形式・ルートの変遷

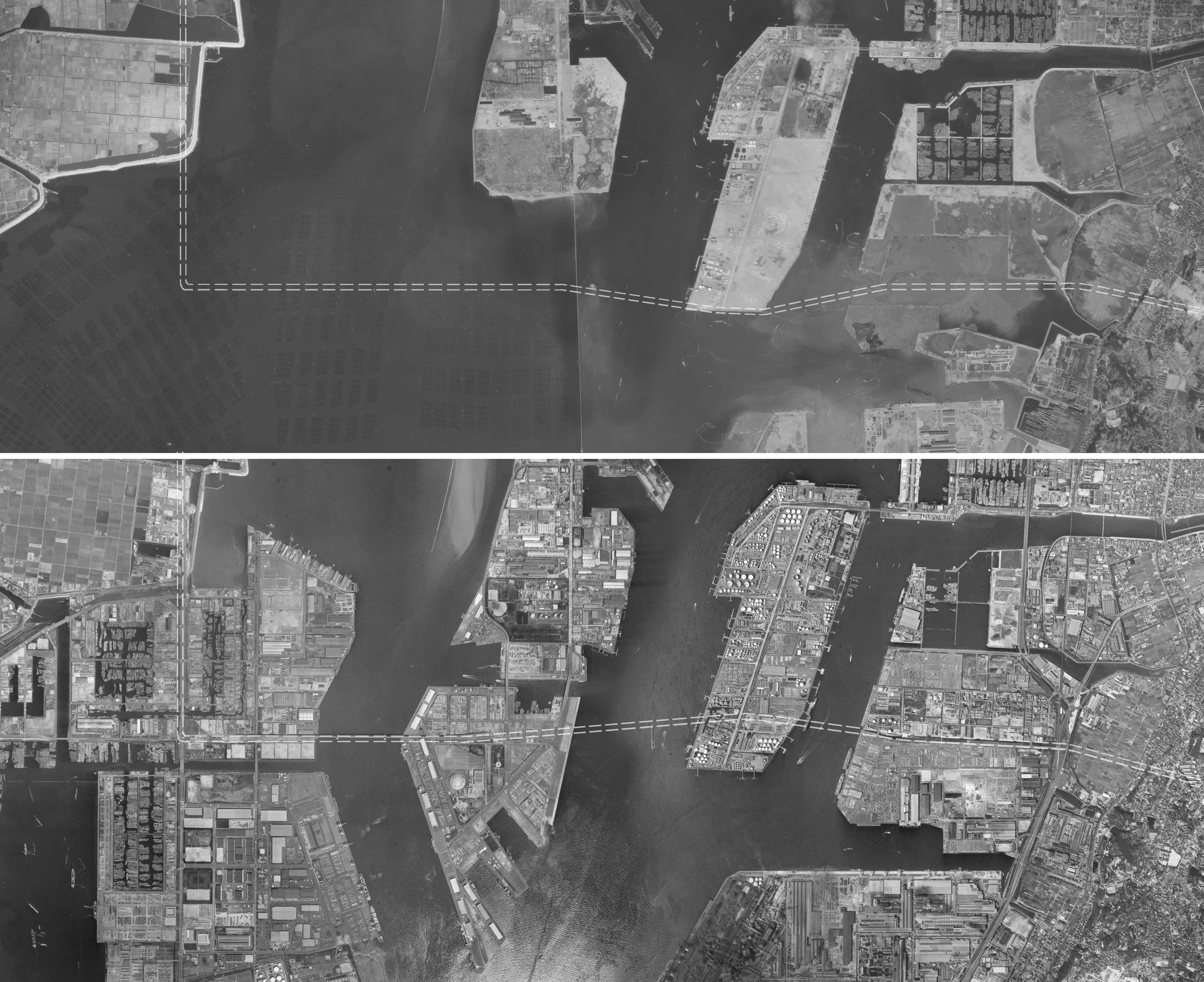
1964年に提起された名古屋港港湾計画に名古屋港横断道路の計画が構想された。これはふ頭造成計画と足並みを揃えて出された計画であった。画像は1962年当時で、今日の伊勢湾岸道路の陸上ルートはまだ海の中である。下段の画像（1987年時点）と比較するとルートが人工島にまたがっていることが判る。
出典：『国土交通省「国土画像情報（カラー空中写真）」』。

名古屋環状2号線の名古屋港横断が具体化した1960年代半ば、新聞紙上で様々な横断方法が記載され、トンネルもしくは「夢の大橋」で横断すると報じられた。しかしそれは所詮構想であって具体的な検討は1969年（昭和44年）以降に行なわれた。地盤調査や海洋気象調査は建設省が行なったが、概略設計は委託先の本州四国連絡橋公団が担当した。

橋梁構造の変遷を示す図。橋梁形式は地盤、安全性、建設コストなど多角的に検討して決定された。

設計は地盤調査の進捗具合やその他諸条件によって変化したが、初期案は海底トンネル（沈埋トンネル）式、あるいは橋梁式とトンネル式両方の組み合わせが主流であった。しかし、トンネル式では建設費が高く、換気や道路照明に要する費用も高額であることから採算性が劣るとされた。また、高潮による浸水被害が心配され、車両火災等のリスクも懸念された。さらに、海底から20メートル (m) という長い距離で泥土層が存在することで、トンネル構造物を支えきれないとされた。そして海底トンネルであるために、危険物積載車輛の通行制限がかかることは、当該区間の利用交通がタンクローリー等の港湾業務に従事する車であることを考えた場合、利用実態にそぐわないことからトンネル方式は破棄された。また、橋との複合案もトンネルと橋の移行区間で掘割となることで工業地帯の分断が生じ、急勾配(4.2 %)となることで走行性が劣ることから、こちらも破棄された。なお、複合案における移行区間は金城ふ頭が該当し、西大橋が橋梁式、ほかはトンネル式であった。
この点、全てが橋であれば、船舶追突防止対策のほか、場所によっては船舶の航路制限がかかるにしても、土地利用上の問題が少なく、美観的に好ましいことや港のランドマークともなりえることから、橋梁案が採用された。ただし、橋梁案は船舶関係者からは安全面で憂慮されたことから、海難事故防止策として橋桁の最高潮位面高さを十分に取ることのほかに、海中の橋脚に防護柵を設置するなどの対策を講じることになった。当初は橋脚で支えるゲルバートラス橋で構想されたが、大型船の通過に橋脚が障害となることから、1976年（昭和51年）には吊橋式と斜張橋式に変更された。
しかしながら、この時点では港湾計画として正式決定された訳ではなく、依然として構想の領域を超えるものではなかった。決定がなされなかったのは国の財政事情もさることながら、船舶関係者による架橋反対の兆しが芽吹いていたためである。しかし、名古屋環状2号線の中でも当該区間だけが都市計画されておらず、既に建設省によって要求されていた西大橋の関連予算請求手続きを迅速化するためにも計画決定を急ぐ必要に迫られたことから、1978年（昭和53年）12月の名古屋港湾審査会に諮問され、了承を得た。そして中央港湾審議会の承認を得たうえで、都市計画決定の手続きを行い、ここに工事開始の前提手続きが全て終了するが、3大橋を含む伊勢湾岸道路の都市計画決定を見たのは1979年（昭和54年）8月10日であった。

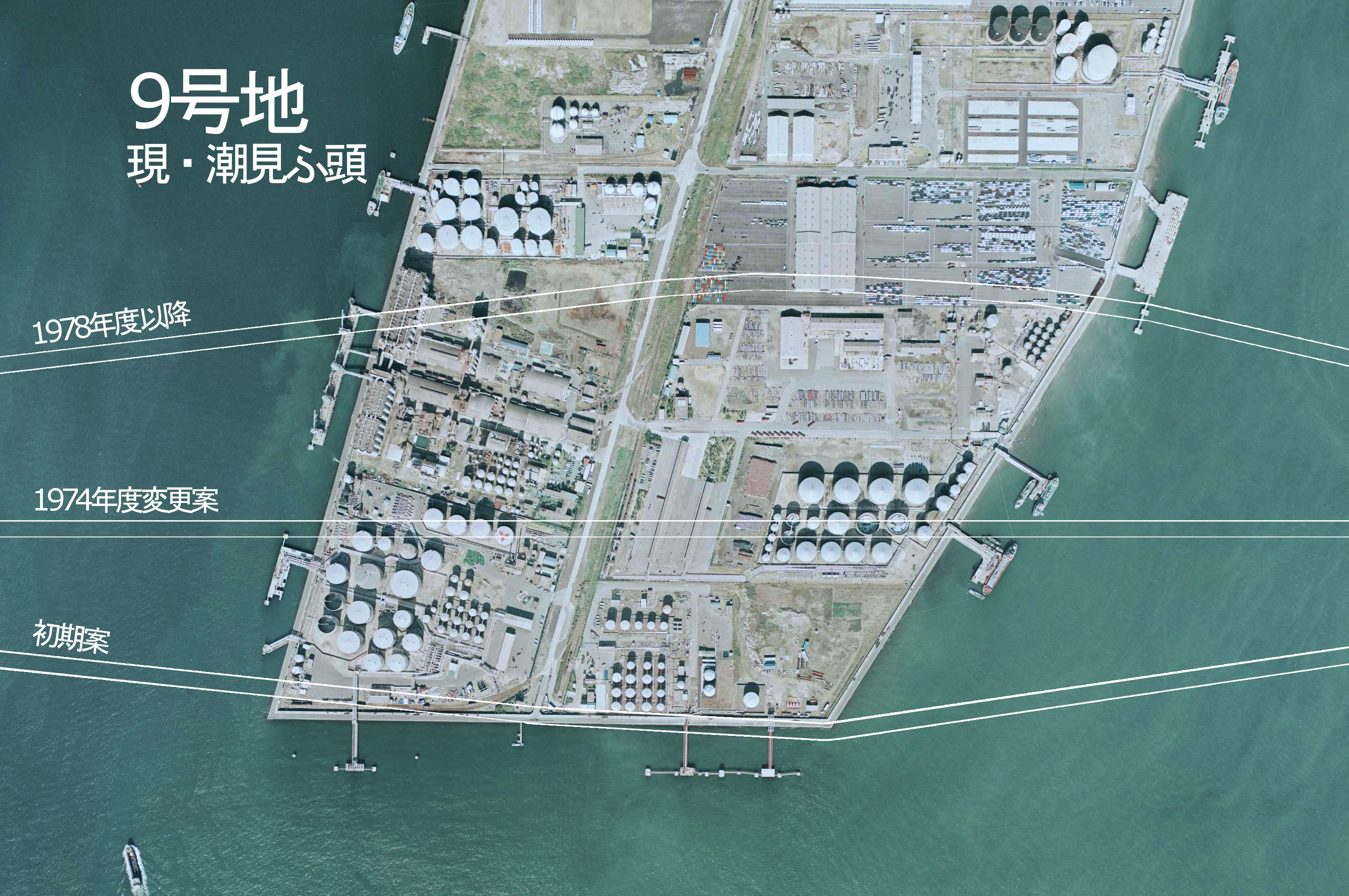
橋種と共に横断ルートも変更された。初期案の9号地南端をかすめる案が、建設省による調査の進展によって東西直線ルートに変更された。しかし、密集する石油関連企業の万一の油槽所大爆発による危険を鑑み、1979年に現行ルートに変更された。画像は1975年当時。
出典：『国土交通省「国土画像情報（カラー空中写真）」』。

この都市計画決定に先立って横断ルートの変更が行なわれた。この時までのルートは、1964年（昭和39年）の立案ルートに若干の修正を加えたもので、東海 - 西二区間はカーブがない東西一直線であった。金城ふ頭や南1区で既に用地確保がされている等の理由からである。今回はこれを再度変更するもので、理由は石油関連企業が密集する9号地では防災上の問題があり、「危険物の規制に関する政令」の改正もあって、防災上の保安距離を確保するためである。決定は1979年（昭和54年）3月である。
都市計画決定ののち、以前から懸念されていた中央大橋の橋梁形式を再検討する意見が強まった。中央大橋は当初は水域内に主塔が1本のみで計画され（もう1本は9号地に設置）、これは船舶の航行条件による制約であった。このため橋長1,560 m、中央径間780 mと規模が大きいために吊橋式で計画された。吊橋はケーブルの張力を得るためにアンカーブロックとケーブルを連結させる必要があるが、通常は堅固な地盤に設置されるべきアンカーブロックが、当該区域は軟弱地盤であることから基礎地盤の変形にともなうアンカーブロック傾斜の危険性が以前から指摘されていた。そして中央径間が長すぎることは事業費が多額で、有料道路事業における採算性に問題があること、および9号地（現・潮見ふ頭）に計画されているインターが片方向アクセスとなってサービスレベルダウンとなることが問題視された。そこで、アンカーブロックの支持層の負担軽減、および9号地インターの双方向アクセスを実現するために橋梁規模を縮小することになり、航路の変更について海事関係者と協議した結果、了解を得た。これによって主塔は水域内に2本設置することが可能となり、併せて橋長が1,170 mに短縮された。橋梁規模縮小により斜張橋の選択も可能となり、最終的に工期や経済性に優れる斜張橋式が選択された。これらは1985年（昭和60年）5月に正式決定をみた。
ところで、名古屋港には海底トンネルが少なくとも2本設けられている。1本目は、木曽川近辺に位置する笹川取水場から知多浄水場に送水するための導水路で、1960年代における知多半島の水需要の増加によって、従来の愛知用水からの供給では間に合わなくなっていたことから設けられたものである。建設にあたり、ルート候補の一つに名古屋環状2号線の海上区間（名港トリトン区間）が挙げられた。名古屋環状2号線に添架できればそれに越したことはないが、計画当時は海上区間の施工時期が未定で、仮に海上横断が橋梁方式となった場合は橋に載せる導水管の構造が複雑化するうえ、海面から約50 mの高さまで揚水する必要があるなど問題点が多く、当該候補は早々と却下されている。なお、海底トンネルは飛島ふ頭と東海元浜ふ頭の間で敷設された。このほか、名古屋港には、知多第二火力発電所（愛知県知多市）から西名古屋火力発電所（愛知県海部郡飛島村）まで天然ガスを送るパイプラインを収容する延長4.6 kmの海底トンネルが存在する。

## 構造

### 3橋の諸元

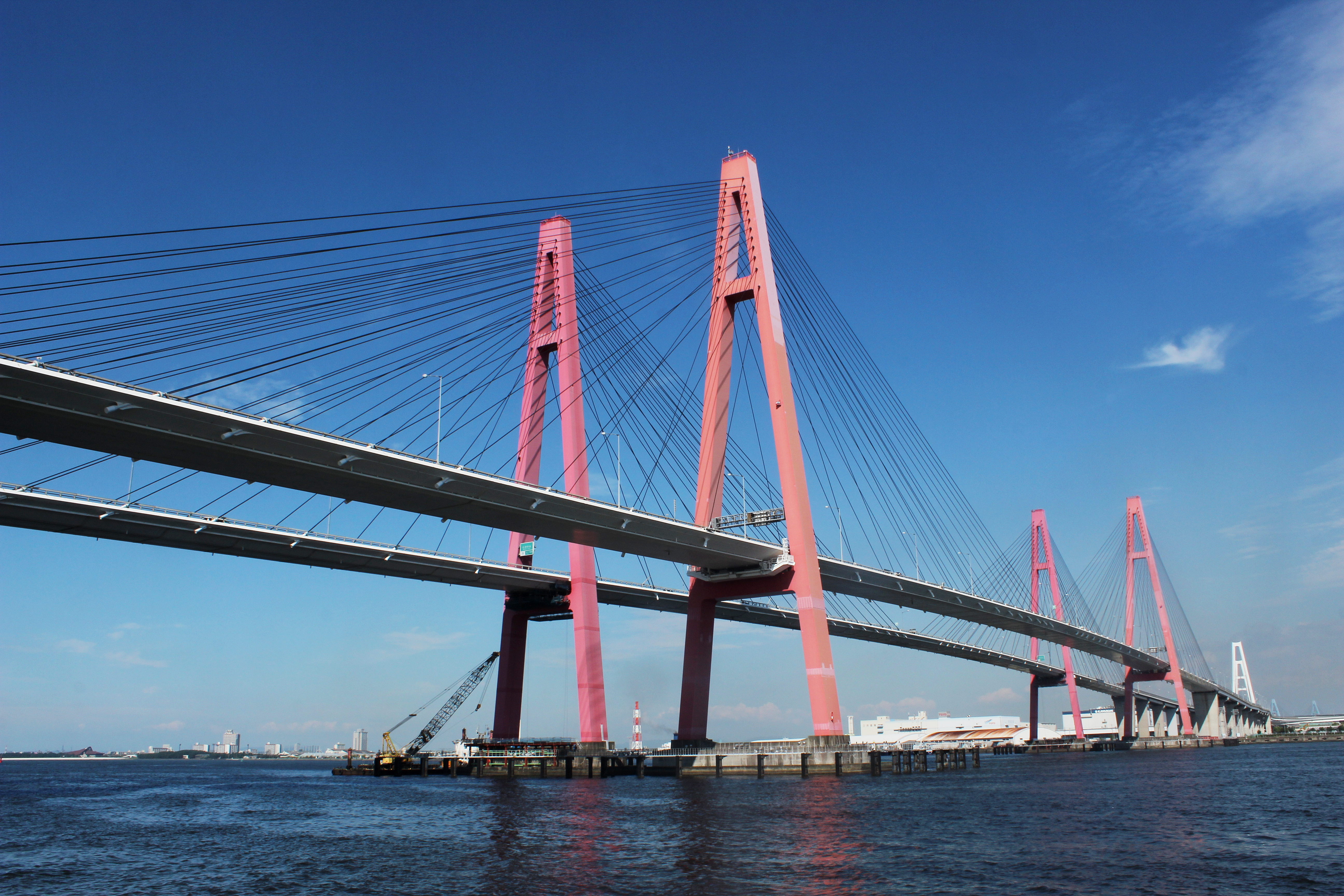
名港西大橋

#### 名港西大橋
- 橋長：758 m[7]
- 形式：鋼3径間連続斜張橋[28]
- 支間割：176.5 m + 405 m + 176.5 m[56]
- 桁下：38 m[28]
- 主桁：箱型[57]、幅員16 m（一期線）、19.4 m（二期線）[58]
- ケーブル：ファン型（2面12段マルチケーブル）[59]
- 基礎：ニューマチックケーソン基礎[28]
- 有効幅員：二期線13.75 m (2.25 + 3.5 + 3.75 + 3.5 + 0.75) [56]、一期線12.75 m (1.75 + 3.5 × 3 + 0.5) [58]
- 建設費：一期線 185億円、二期線 300億円[60]

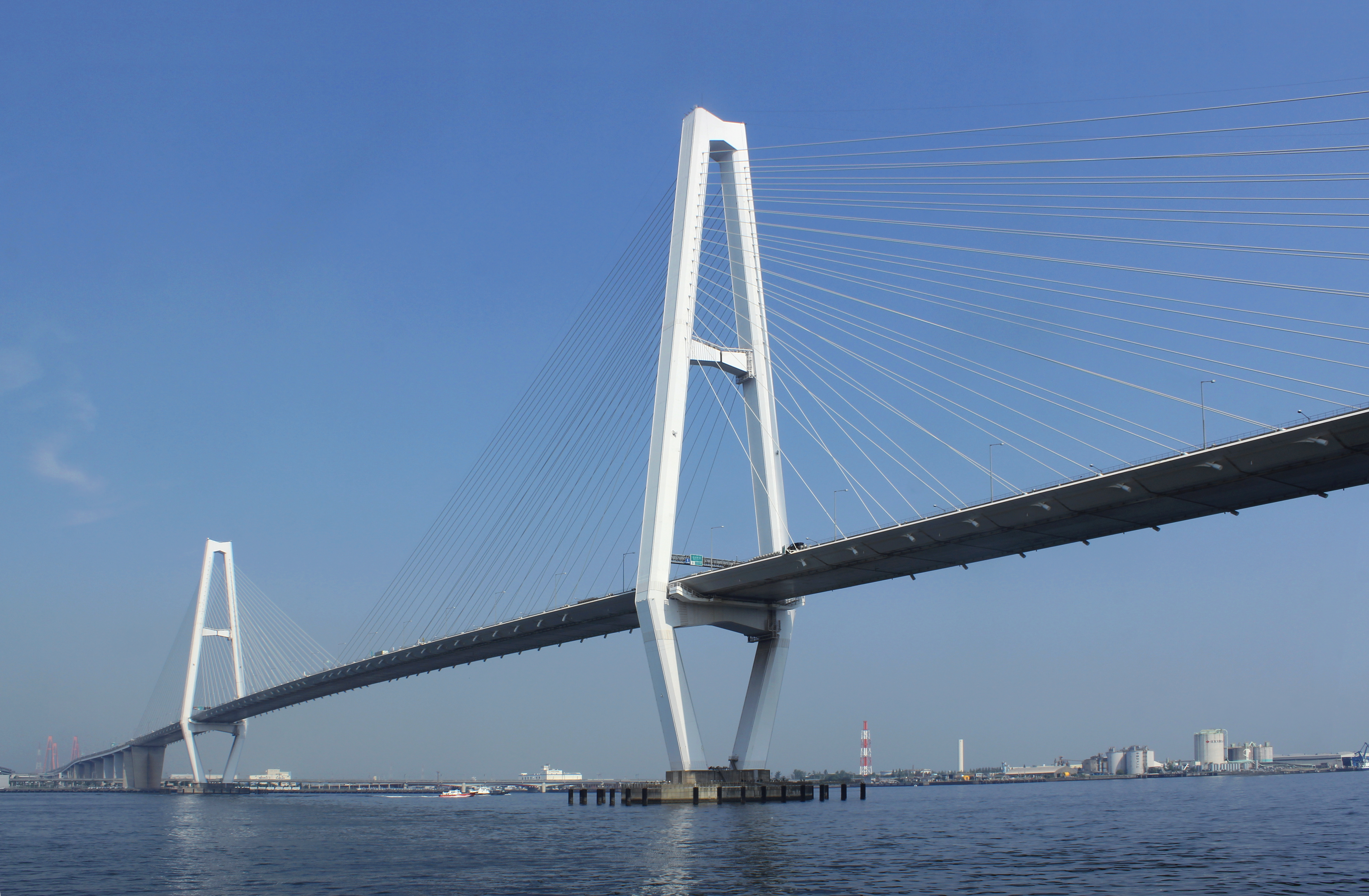
名港中央大橋

#### 名港中央大橋
- 橋長：1,170 m[3]
- 形式：鋼3径間連続斜張橋
- 支間割：290 m + 590 m + 290 m[56]
- 桁下：47 m[7]
- 主桁：多室箱型[3]、幅員37.5 m [58]
- ケーブル：ファン型（2面17段マルチケーブル）[3]
- 基礎：ニューマチックケーソン基礎[61]
- 有効幅員：27.5 m（片側13.75 m = 2.25 + 3.5 + 3.75 + 3.5 + 0.75）[56]

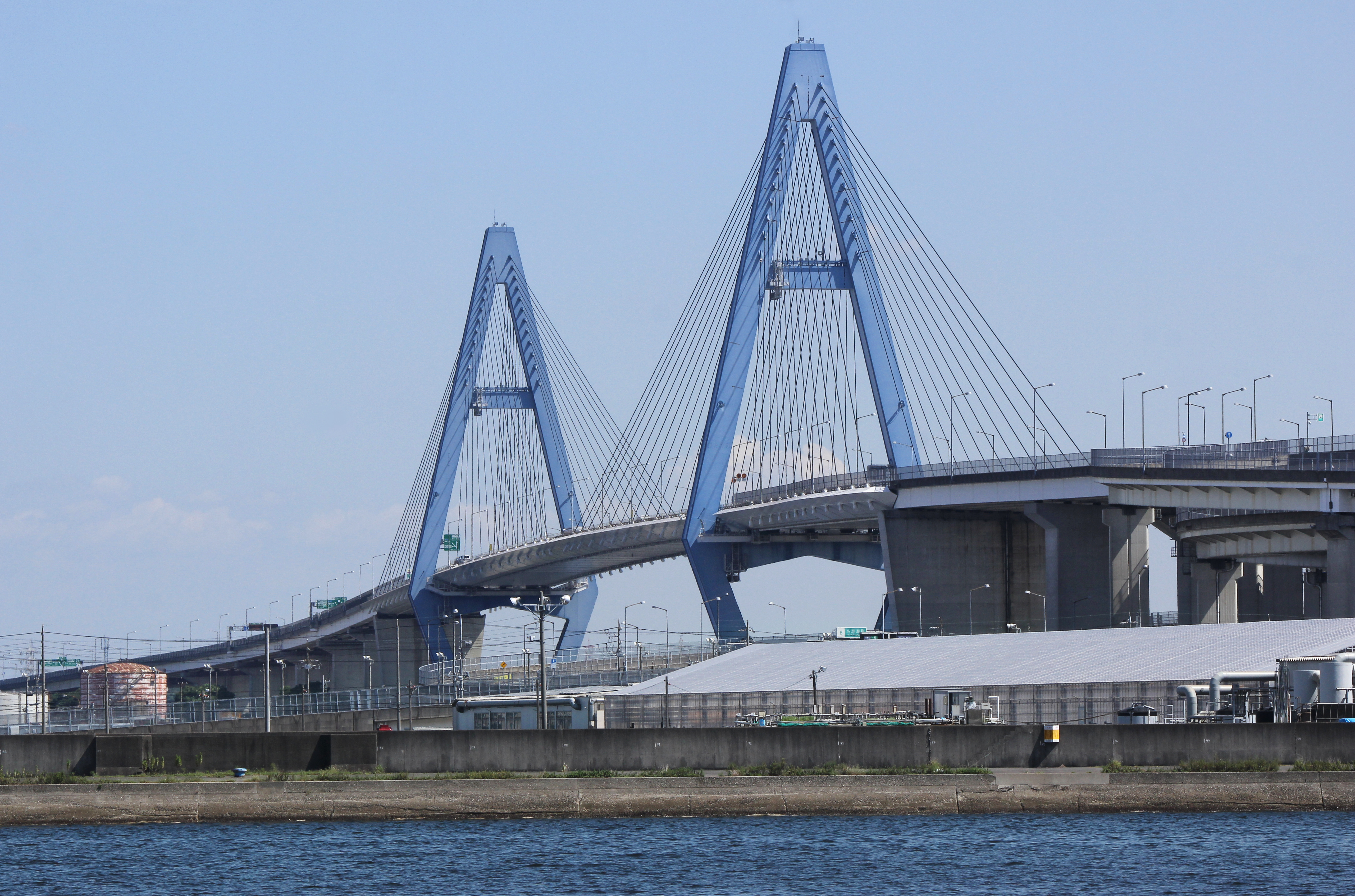
名港東大橋

- 建設費：730億円[60]

#### 名港東大橋
- 橋長：700 m[62]
- 形式：鋼3径間連続斜張橋[63]
- 支間割：145 m + 410 m + 145 m[56]
- 桁下：40 m
- 主桁：多室箱型[63]、幅員37.5 m[58]
- ケーブル：ファン型（2面12段マルチケーブル）[63]
- 基礎：ニューマチックケーソン基礎[2]
- 有効幅員：27.5 m（片側13.75 m = 2.25 + 3.5 + 3.75 + 3.5 + 0.75）[56]
- 建設費：410億円[60]

### 下部工（基礎）

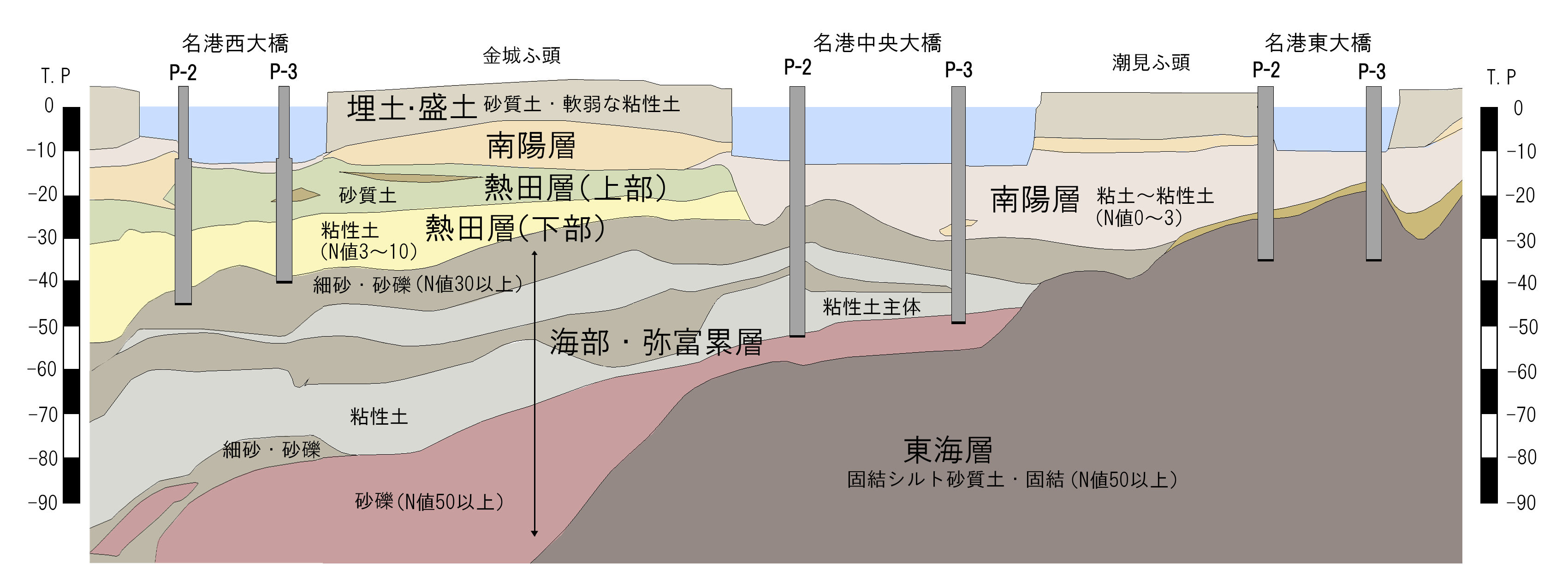
架橋地点の地質。基礎の支持層として適切とされる東海層は東側では地表に近いが、西に向かうにつれて深度を増し、西大橋付近ではT.P. - 150 mでもその存在を確認できない。表面に近い地質ほどN値が5程度の非常に軟弱な地盤である。図の出典：『伊勢湾岸道路工事誌』日本道路公団名古屋建設局　伊勢湾岸道路工事事務所、26 - 29頁。

海上に姿を見せる主塔を海面下で支えるのが下部工（基礎）で、その深さは、T.P.（Tokyo Peil  : 東京湾の平均海面）基準で、東大橋が約 -34 m、中央大橋が約 -52 m、西大橋が約 -45 mである。3橋に差があるのは、地質構造が東と西では大きく変移しているためで、東側は東海層群が海面から近接することから東大橋はこの層を支持基盤としている。しかし、西に向かうにつれて東海層群は深さを増し、西大橋付近では -100 m以下となることからそこまで掘削することは不可能である。同様に中央大橋でも -70 mで不可能であることから、それよりも上層にある適正な層として、海部・弥富累層（あま・やとみるいそう）を支持層とした。
基礎構造の選定において、鋼管矢板基礎方式は、それが超大型となった場合の設計手法が未確立であったことに加え、名古屋港の船舶往来の激しさを加味して、工事専有面積を縮小出来る方式としてフローティング工法（海上に鋼製函体を浮かせてから沈み込ませる工法）によるニューマチック（pneumatic:圧縮空気の意味）ケーソン工法を採用した。これはコップを逆さにして水中に沈めると空気が充満する（空気の圧力によって水の侵入を防ぐ）ことを応用した工法で、コップに相当する巨大な箱（ケーソン:caissonとはハコの意味）を海中に沈め、人間がそこに入れば呼吸しながら海底を掘削できることに加え、地盤を直接肉眼で確認しながら掘削できることが特徴である。その施工プロセスは、ケーソン（鉄筋コンクリート製）の型枠となる鋼製函体（縦35 m、横33 m、高さ16 m〈名港西大橋の場合〉）を地上で製作したのち所定の場所に沈め、函体にコンクリートを充填し、なおかつコンクリート硬化後に水を注水してコンクリートと水荷重により海底に着底させる。これは函体の重量だけでは潮の干満によって浮き沈みのムラが発生するため、水荷重によって強制的に着底させるものである。着底後、函体底部の作業室に圧縮空気を送って水や泥を押し出し、人間をそこに送り込んだうえで掘削作業を行う。そこでは地上でばらした函内ショベルを作業室に搬入し、組み立て、名古屋港の海の底で人間がショベルを操りながら掘削する。一方、函体上部ではコンクリートを継ぎ足してケーソンを構築し、底部における掘削と上部における継ぎ足しを繰り返しながら海面から-45 m（名港西大橋）あるいは-52 m（名港中央大橋）の位置まで沈めてゆくものである。ケーソン頂上部は水面よりも5 m高いことから、名港中央大橋のケーソンの長さは57.5 mに達し、高さ20階のビルに相当する大規模な基礎となった。

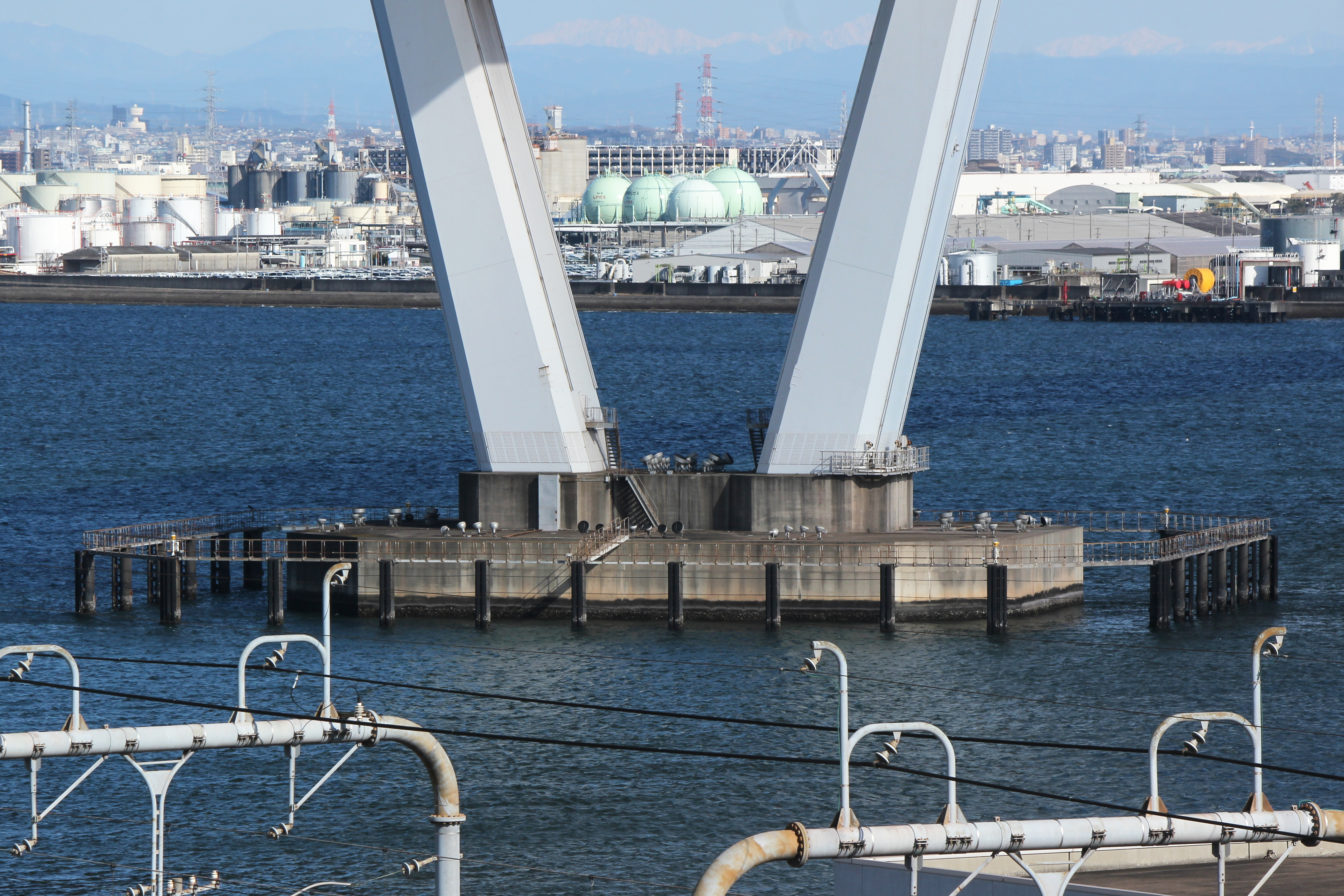
橋梁を船舶衝突から完全に防護するために、基礎の突起（海中にあって見えない）と併せて、基礎の周りに防護柵を設置している

ケーソン下部に空気の空間を維持するためには地上から高圧の空気を送って作業室の気圧を高くする必要があるが、海底奥深くまで掘削するに従って水圧も増すことから、それに負けないだけの高圧の空気を送り込めば、やがては血管内に空気（窒素）が大量に溶け込み、それが急激に地上に上昇して大気圧に戻ると血液中に気泡が生じて潜函病（ケーソン病）を発症する。気泡が毛細血管に入れば血流を止めることから体の一部が壊死、または死に至るなど、過去には多数の犠牲者を出した経緯から、海外の多くの国ではニューマチックケーソン工法を禁じている。また、潜函病の発症と並んで危惧されるのが、気圧の上昇とともに呼吸抵抗の増大や窒素酔いによる作業効率の低下を招いて事故を誘発する危険の増大である。このことから名港トリトンの建設では、ケーソン周辺に大深度の井戸を掘って地下水を揚水することで高圧の圧縮空気を送り込まなくてもよいように取り計らった（ディープウェル工法）。当工法は大深度掘削の中央大橋でも採用されたが、西大橋二期線の掘削にあたって当工法を使うと地盤が影響を受けて近接する一期線の基礎が傾斜することが懸念された。よって、当工法以外で作業員の安全を図る方法が模索され、結果、T.P. - 30 m以下ではヘリウム混合ガス（ヘリウム、酸素、窒素の3種類を混合したもの）を作業員に呼吸させることになった。これに世界初の無人掘削システムを併用するなどして高気圧障害から作業員を守っている。
基礎には南北側端部に数メートル規模の突起が設けられている。これは防護工と呼ばれ、船舶が誤って衝突した場合、基礎および主塔を完全に防護するための設備である。防護工があることによって、船首が主塔に接触しないように設計されている。
基礎完成後、その上に主塔が載る。そのために、基礎と主塔基部を連結するアンカーフレームと呼ばれる檻のような巨大な金属棒の一群を基礎の上に据え付けて鉄筋コンクリートで固定した。この棒の一群に主塔にあけられた穴がかみ合うことで両者は連結される。この際、密着面のコンクリートに研磨機をかけて平坦にし、主塔の鉛直精度を確保した。主塔据え付け後、アンカーフレームは締結に使用したボルト、ナットの防錆の観点から完全にコンクリートで覆われ、その姿を見ることは出来ない。
なお、先の第二次世界大戦の米軍による空襲によって名古屋港に大量の爆発物が投下された経緯から、下部工の施工に先立って架橋予定地の機雷の確認が磁気探査によって行われた。結果は、爆発物の残存は皆無であった。

### 主塔
| 主塔は美観向上の意図からA形を採用。左から東大橋、中央大橋、西大橋。東と中央大橋は下段水平梁よりも下層をV字型に絞り込み、下部構造の寸法を極力小さく抑えた。 |  | 主塔は美観向上の意図からA形を採用。左から東大橋、中央大橋、西大橋。東と中央大橋は下段水平梁よりも下層をV字型に絞り込み、下部構造の寸法を極力小さく抑えた。 |  | 主塔は美観向上の意図からA形を採用。左から東大橋、中央大橋、西大橋。東と中央大橋は下段水平梁よりも下層をV字型に絞り込み、下部構造の寸法を極力小さく抑えた。 |
| 主塔は美観向上の意図からA形を採用。左から東大橋、中央大橋、西大橋。東と中央大橋は下段水平梁よりも下層をV字型に絞り込み、下部構造の寸法を極力小さく抑えた。 |  | |  | |

主塔は美観向上の意図の他に、特に西大橋の場合は軟弱地盤に建設されることから重量軽減のためにA形とされた。最初に建設された西大橋のみ、橋軸中心線基準で50 m分離した独立2橋並列とされた。これは北側（上り線）の橋のみ先行供用として、南側は段階施工とするためである。50 m分離とされたのは、北側の橋によって乱れた風が南側の橋に不規則な強制振動を与えることを抑制するに適当な間隔だからである。
塔高さは、橋の長さの関係上、中央大橋が最も高く、T.P. + 195 m 、次いで東大橋のT.P. + 130 m、西大橋のT.P. + 127 mの順である。この内、東大橋と西大橋は工場でAの形に組み上げてからフローティングクレーンで海上輸送のうえ一括架設を行なったが、中央大橋だけは高過ぎることで、当時最大級の4100トン (t)フローティングクレーンをもってしても一括架設は不可能であった。従って、塔の下段水平梁より上については積み木のごとく小ブロック単位で架設した。その際はブロックに沿って足場を組み、異物が混入しないようにして溶接を行った。

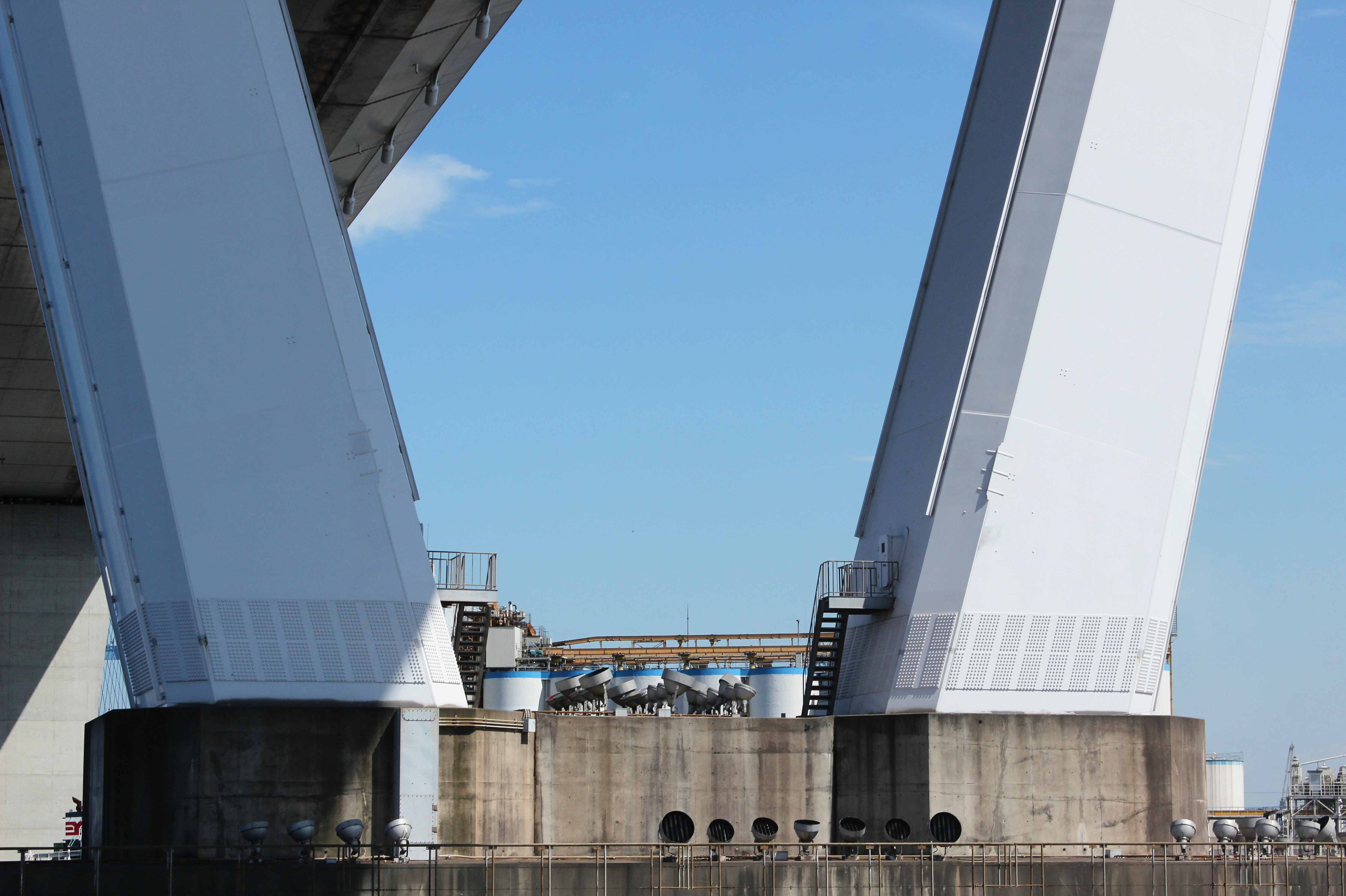
中央大橋だけは塔断面を八角形として耐風安定性に配慮した。四隅の角を取っていることが判る。

主塔の断面形状は、西大橋と東大橋が四角形で、中央大橋だけが八角形である。中央大橋は他の2橋に比べて全高が高く、海風の影響（発散振動：一旦発振すると振幅が徐々に成長する自励振動）を受けて主塔が揺らぐ危険性が高いことから、風の影響を抑えるために角を取ることとなった。なお、東大橋も主塔にぶつかった海風が塔を伝うことで猛烈な風圧を受ける点は中央大橋と同様である。
主塔の下段水平梁より下層は、西大橋は塔上部からストレートで基部（底辺）に達し、その形状はAであるのに対し、中央大橋と東大橋はV字型に絞り込んでいる。理由は、下部工の寸法を極力小さく抑えるためである。
主塔内部には3橋ともエレベーターを装備している。主塔塔頂に据え付けられている航空障害灯のほか、主ケーブル、塗装等の維持管理のためである。名港西大橋二期線を除いて全て北側の柱（西大橋二期線のみ南側）に設けられている。中央大橋の場合、約3分で頂上へ到着する。
主塔は東側の橋が青、中央が白、西側が赤のトリコロールで塗装されている。最初に建設された西大橋は誘目性、視認性、港のシンボルを考慮して赤とされた。後年になって3橋がグランドオープンするに伴い、色彩に新たな検討を加えることになった。結果、連続する3つの斜張橋は海外にも例がないことから、この景観資源を生かし、港のゲート性を強く印象づけるためにも公団主催の検討委員会の提言によって3橋の色彩を別々にすることになった。これによって、西大橋は親しみなれたイメージを壊さないために赤をそのまま生かし、中央大橋は大白鳥が羽を広げたイメージを表現するために白、東大橋はさわやかな空と海の青が採用された。マンセル値では、それぞれ 2.5R4/4（名港西大橋）、10PB9/2（名港中央大橋）、2.5PB4/8（名港東大橋）である。

### 橋桁

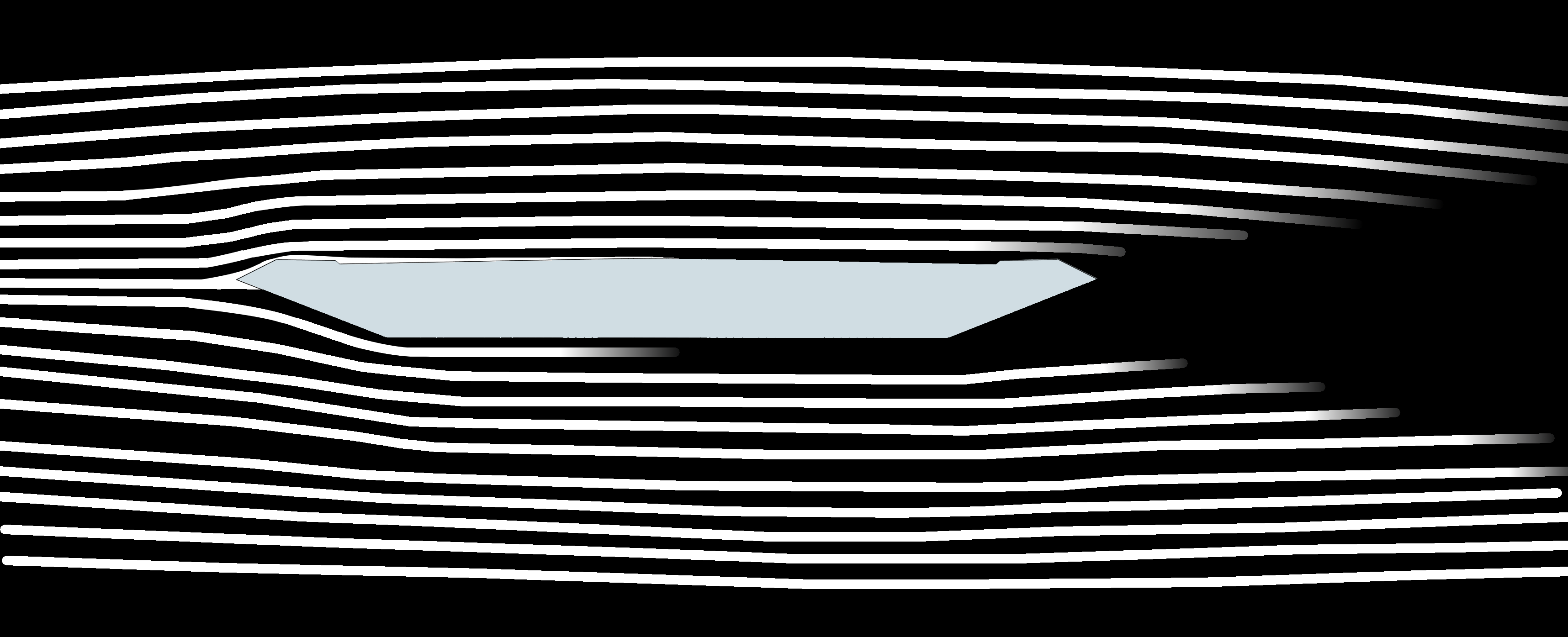
橋桁の風洞実験による風の流れ。
出典：『土木技術』第53巻第5号、26頁

橋桁は桁高さを抑えて重量軽減を図り、ケーブルの定着性向上と耐風安定性の観点から両端に三角形状のフェアリングを取り付けた薄型偏平六角形の箱型構造である。特に名港トリトンは海上に架かる長大支間長の橋梁であるために風の影響を無視できない。海上は高層の建物が密集する陸上よりも表面がなだらかであることから架橋地点の風速は高く、船舶の航行を確保するために桁位置を非常に高く設定していることから3橋とも橋桁に対して概ね60 m/sの風速に耐える設計を行っている。風は橋の側面に水平方向の力が働き、橋が水平に長いものであることを考えた場合、橋全体に受ける風圧は膨大なものとなり、その結果として橋を構成する部材が曲がったり、橋を支える下部工に悪影響を及ぼす危険性がある。特に長大支間橋梁では精巧な橋梁の模型を使った風洞実験を行って風に対する安全を保障するが、名港トリトンの3橋もこの例に漏れない。風洞実験の結果、発現した振動が有害と判断される場合、それを制御するための空気力学的な対策が実施される。橋桁の両端に鋭角のフェアリングを取り付けて断面を流線形としているのも風圧の作用を少しでも低減するためであり、同様に橋桁の上下長さを小さくして薄型偏平としているのも同様の理由である。風に対する影響を無視できないのは、過去に幾多の落橋事故に遭遇しているからであり、なかでも完成後わずか4か月にして19 m/sの風で落橋したタコマナローズ橋が有名である。タコマナローズ橋は吊橋であるが、斜張橋の耐風安定も吊橋と共通する問題であり、タコマナローズ橋の落橋原因となった発散振動については名港トリトンの風洞実験でも入念な検討が行われた。
橋桁およびタワー、基礎（ケーソン）の鋼材は大規模であることから陸上輸送が不可能であることに加え、輸送コストの面から海上輸送を基本とした。このため、名古屋港と航路で輸送可能な鉄工企業が選定され、三重県津市の日本鋼管津造船所をはじめ、日本車両製造衣浦工場、石川島播磨重工業愛知工場など近在の企業のほか、横浜市や遠くは北九州市、愛媛県東予市（現・西条市）で製作されたものが名古屋港まで曳航された。橋桁の場合、概ね15 m（西大橋は7 - 12 m）程度の単ブロックを台船に載せて直接現地に運ばれている。
橋桁の架設方法は、側径間が工程の短縮、作業省略の意図からベント（Bent：橋脚を意味するが日本では仮支柱をベントと呼ぶ。ステージングともいう）工法による架設、中央径間側は航路確保の前提からベントを設けずに橋桁を渡す張り出し架設工法（カンチレバー工法ともいう：Cantilever）を用いた。側径間は橋桁4ブロックを工場であらかじめ一体化して大ブロックに仕立ててからフローティングクレーンで吊り上げてベント上に載せた。中央径間の場合、大ブロック上に直下吊りクレーンを設置のうえ、台船で曳航された橋桁単ブロックを直下吊りクレーンで持ち上げて大ブロックに継ぎ足し、これを両側から中心部に向かって繰り返して橋桁を伸長した。
橋桁の色は名港西大橋一期線竣工時は主塔と同じ赤が採用された。しかし、中央と東の完成を機に陸上区間の高架橋との統一感を考慮のうえ、青い空、海に連続した水平線を表現するために3橋とも白とされた。なお、陸上高架橋は、第二東名と伊勢湾岸道路が東海ICで接続するにあたって、第二東名と伊勢湾岸道路の塗り分け位置、桁の色彩検討が行なわれた。この結果、新宝ふ頭で桁は白色に変化してそのまま名港東大橋の橋桁に連結することになり、見た目の連続性が確保された。
| 画像左:西大橋建設時点では最もマストの高い客船は「いしかり」と想定されたが、後年になってそれを上回る客船が名古屋港に寄港することになった。画像は「いしかり」と金城ふ頭に接岸する「ダイヤモンドプリンセス」。画像右:名港西大橋をくぐり抜ける太平洋フェリー「きそ」。 |  | 画像左:西大橋建設時点では最もマストの高い客船は「いしかり」と想定されたが、後年になってそれを上回る客船が名古屋港に寄港することになった。画像は「いしかり」と金城ふ頭に接岸する「ダイヤモンドプリンセス」。画像右:名港西大橋をくぐり抜ける太平洋フェリー「きそ」。 |
| 画像左:西大橋建設時点では最もマストの高い客船は「いしかり」と想定されたが、後年になってそれを上回る客船が名古屋港に寄港することになった。画像は「いしかり」と金城ふ頭に接岸する「ダイヤモンドプリンセス」。画像右:名港西大橋をくぐり抜ける太平洋フェリー「きそ」。 |  | |

3橋の中で橋桁が最も高いのが中央大橋で、直下の航路空間を47 m確保、次いで東大橋の40 m、西大橋の38 mである。ただし、日本道路公団と名古屋港管理組合が協議のうえ名古屋海上保安部に提出した桁下空間はこれとは異なり、名港中央大橋は55 m、名港東大橋は41 m、名港西大橋は39 mとなっている。これと連動して中央大橋の路面高さが最も高くなっている。設計当初は当時考えられる限りの大型船の通行を考慮して桁高さを決定し、西大橋の場合はカーフェリーの「いしかり」（マスト高36 m）が対象とされた。また、中央大橋の場合は、航海練習船「日本丸」と「海王丸」の高さを基準としたことから、海上から橋桁までの空間が概ね50 mで計画された。しかしながら、後年になってより巨大なクルーズ船が名古屋港に寄港することになった。ダイヤモンドプリンセスのほか、クァンタム・オブ・ザ・シーズやボイジャー・オブ・ザ・シーズが寄港した際は、名港中央大橋の許容高さ51 m（桁下空間は55 mだが、余裕を4 m以上保持する決まりから51 m）を超過することから客船用のガーデンふ頭に接岸することが叶わず、貨物船用の金城ふ頭に接岸している。なお、外国客船が寄港することによる地域への経済効果は4000万円ともされ、名古屋港としてもその恩恵に与ろうと誘致に力を入れているが、いかんせん中央大橋をくぐれないことから金城ふ頭受け入れとならざるを得ず、入国態勢が貧弱なこともあって他港に出し抜かれることとなった。2023年（令和5年）4月からは、名港中央大橋の桁下クリアランスを2.5 mに見直す運用変更により、高さ52.5 mまでの船の通過を許容している。
橋桁には桁に吊り下がるようにして検査車が設置されている。主桁外面の点検、塗装作業のためで、これにより修理の際は困難な足場を組むことなく作業できる。特に大規模橋梁の大敵は微細なさびであることから、発見次第適切な処置を施している。検査車は前後の径間に1台、中央部に1台で、一つの橋に対して3台付属し、各径間を分速8 mで移動できる。動力はディーゼルエンジンで、躯体は防錆、軽量化の観点からアルミ合金製である。また、景観性を考慮して塗色は橋桁と同一として、下面には化粧板を取り付けている。
橋脚と主塔の上に位置する橋桁は、後述する弾性拘束ケーブルのほか、支承と連結するための接合部がある。橋端部は大きな負反力（この場合は上に向かう力）が生じ、かつ橋軸方向の移動も考慮して、アイバー形式のペンデル支承を用いている。ただし、橋軸直角方向（橋軸方向は車の進行方向、対する橋軸直角方向は橋軸に対して90度直角の方向）には抵抗できないため、水平支承を左右に配置した。一方、主塔部には中間支承を各2個ずつ配置して、いずれも橋軸方向のみ可働とした。
橋桁の上にはアスファルトを舗装しているが、これを2層として表層は排水性舗装、下層（すなわち鋼床板上）は空げき率がほとんどなく防水性に優れたグースアスファルトを舗装した。これにより排水性舗装に浸透する水をグースアスファルトで遮断することで鋼床板の腐食を防いでいる。

### ケーブル
| 東大橋と西大橋のケーブルは黒だが中央大橋はライトアップ効果をはかるため白のフッ素樹脂被膜で覆われている。 |  | 東大橋と西大橋のケーブルは黒だが中央大橋はライトアップ効果をはかるため白のフッ素樹脂被膜で覆われている。 |
| 東大橋と西大橋のケーブルは黒だが中央大橋はライトアップ効果をはかるため白のフッ素樹脂被膜で覆われている。 |  | |

3橋ともファン型（fan:扇子の意味）で張られたマルチ（多数段）ケーブル方式を採用した。少数段（例:Erskine橋）に比べ、一本あたりのケーブル張力が少なくて済み、橋桁などへの連結もコンパクト化できること、および張り出し架設時にケーブルを利用できるメリットがある。西大橋一期線で採用されたマルチケーブル方式は、その有用性から中央、東大橋でも採用され、他の橋でも積極採用されている。
ケーブルは名港西大橋一期線を除き、NEW-PWS（名港東大橋はHiAm）で、直径7ミリメートル (mm)の鋼線を平行（わずかなねじりを加えているが、これはリールへの巻き付けを容易化するためである）に配置して1つのストランド（束）としている。
中央大橋の場合、主塔から伸びるケーブルは17本ずつで重さ2万トン以上の橋桁を支えている。直径7 mmの亜鉛めっき鋼線を397本から199本の間で束ねて（都合10種類製作）、最も太い場合で直径17センチメートル (cm)の一本のケーブルとしてまとめた。ケーブル1本に働く張力は最大で810トンである。ケーブルは樹脂で被覆して塩害対策を施し、寿命を100年と想定している。また、中央大橋だけはライトアップ効果を図るため、ケーブルを主塔と同色の白いフッ素樹脂被膜で覆っている。残る2橋は塔の色が映える黒を基調とした。
ケーブルによって橋桁は安定性が保たれるが、ケーブルがひとたび振動を起こすと橋全体が危険な状態に置かれる。ケーブルが振動を起こす要因の一つに雨が挙げられる。雨がケーブルを伝う際に水みちが発生し、これに特定の速度帯の風が吹くとケーブルが大きく揺れるが、これをレインバイブレーションと呼ぶ。名港トリトンのケーブルにはこのレインバイブレーションを抑えるゴムないしダンパーが取り付けられている。

### 端橋脚
| 端橋脚の形状は、主塔の形状に合わせて逆台形とした。 |  | 端橋脚の形状は、主塔の形状に合わせて逆台形とした。 |
| 端橋脚の形状は、主塔の形状に合わせて逆台形とした。 |  |                                                    |

3橋の両端で橋桁を支えるのが端橋脚である。端橋脚は鉄筋コンクリート製で、主塔の桁下部の形状に合わせて逆台形とした。西大橋の場合は、主塔のA形に比して逆対称を強調する。

### 耐震システム
| 改良された西大橋一期線。予想される東海、東南海地震に備えるべく免振支承とダンパーおよびアップリフト防止ケーブルを新たに取り付けている。 |  | 改良された西大橋一期線。予想される東海、東南海地震に備えるべく免振支承とダンパーおよびアップリフト防止ケーブルを新たに取り付けている。 |
| 改良された西大橋一期線。予想される東海、東南海地震に備えるべく免振支承とダンパーおよびアップリフト防止ケーブルを新たに取り付けている。 |  | |

3大橋でとりわけ特徴的なシステムが橋軸方向に対する主塔と橋桁の固定システムである。地震が発生した場合、水平に働く力が橋桁に大きく作用することで主塔に悪影響を及ぼすことから、水平力を低減するシステムとして採用されている。ただし、橋桁は金属製であるがゆえに温度によって伸縮することから（鉄道のレールが夏の暑さで伸びて曲がることと原理は同様）、仮に橋桁と主塔をピンで固定してしまうと、伸縮によって主塔に曲がる力が作用する。これが結果的に下部工に負担を及ぼすことでケーソン底面の地盤が影響を受けて沈下することが懸念された。特に西大橋付近は軟弱地盤で、主塔形状も軽量化の意図でA形とされていることは既述している。
そこで地震および温度変化における水平力を緩和するために開発されたのが「弾性拘束ケーブル（略称はMCD、Meiko-Cable-Damper System）」である。弾性拘束ケーブルとは主塔と橋桁にケーブルを固定するための突起を設け、これを張力をかけたケーブル2本で連結することで、ケーブルの降伏伸びをダンパーとして利用したものである。これによって主塔に作用する力は2点ピン固定比で4割減少するとしている。MCDは橋桁内部のシステムのため、普段は目にすることはない。本システムは橋の固有周期を地震による卓越周期から離して長周期地震動を低減できることが大きなメリットであり、西大橋一期線で初採用されて以後、中央大橋や東大橋でも採用されている。
当時の最高水準の水平力低減システムとして開発されたMCDも、今後想定される東海・東南海地震が発生した場合、MCD自体が損傷することが後に明らかとなり、耐震性を高める必要もあって2016年（平成28年）以後、MCDの耐震機能を廃止して、油圧ダンパー追加および従来から設置されている支承を免振タイプに交換、さらにペンデル支承の万一の破損に備えて橋桁の浮き上がりを防止するためのアップリフト防止ケーブルを取り付ける工事を施工し、西大橋一期線については2017年（平成29年）8月に完工した。ただし、主桁に作用している圧縮力のバランスを保つ名目でMCD自体は残した。

### その他設備

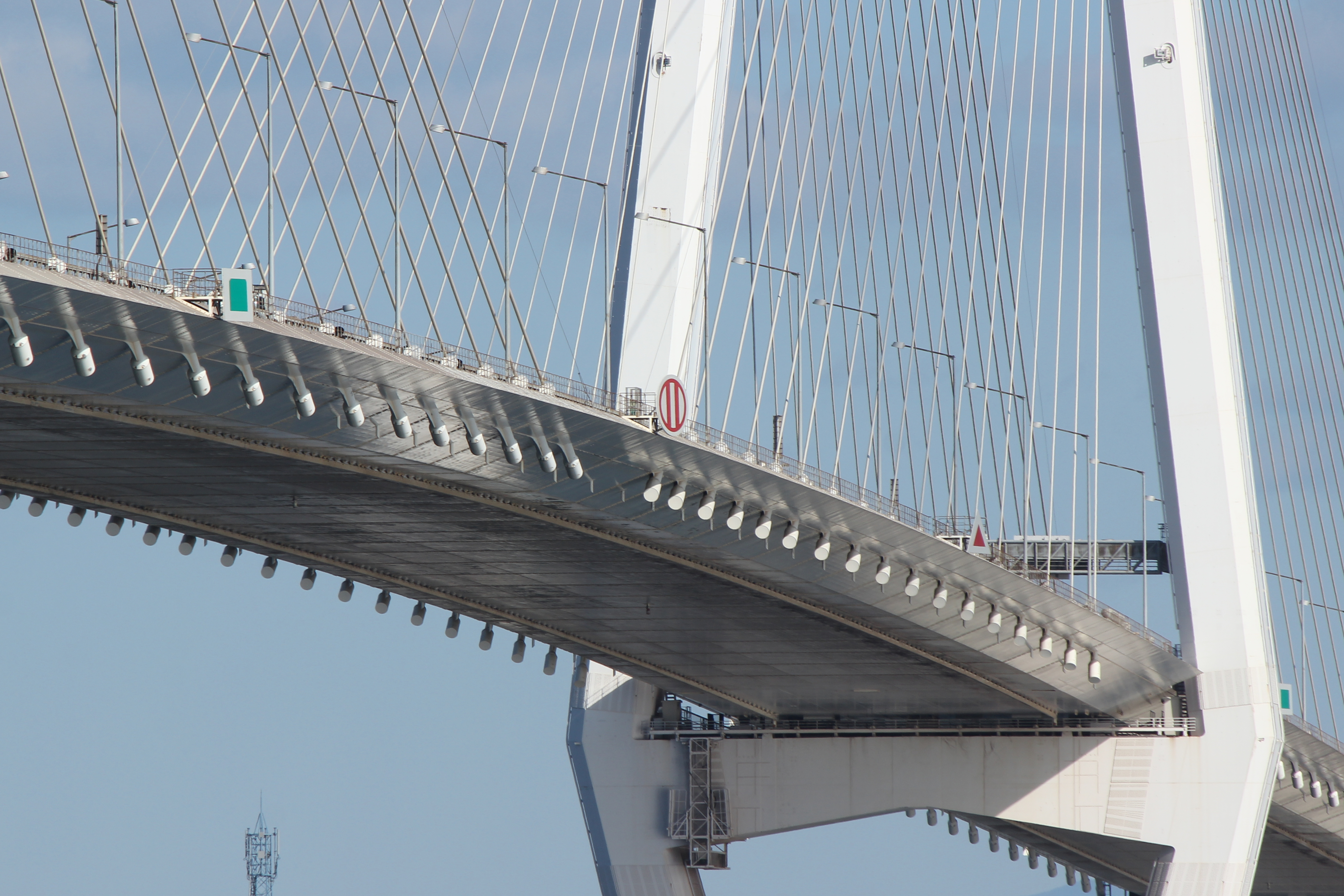
橋桁に設置された橋梁標群。各径間に左側端標（緑色の四角）、中央標（赤色の縦じま入りの円）（中央径間のみ）、右側端標（赤色の三角）を設置。

港を横断することから航行船舶の安全確保のために橋梁標および航路標識灯を設置している。中心灯、側端灯、橋脚灯として海上保安庁規定に基づいた器具を各々設置している。また、防護柵の四隅にも橋脚基部表示灯を設置している。橋脚灯と橋脚基部表示灯は3秒に1閃光の単閃黄光で同期点滅し、実効光度52カンデラ、4海里まで光達する。なお、名港西大橋の橋梁標は2橋が向き合う側には無設置となっている。
航空法に基づいて航空障害灯を設置している。これは地表（水面）から60 m以上の高さの施設について設置が義務付けられているためである。なお、名港西大橋一期線が事業着手された1980年（昭和55年）に航空法施行規則の一部が改正され、昼間航空障害標識としての高光度航空障害灯（カメラのフラッシュのように白く閃く灯具）を設置した場合は施行規則に基づく塗装（黄赤と白のコンビネーション）の対象外とされたことで、主塔の色を自由に選べることになった。もし改正されていなければ、主塔は送電線の鉄塔のような黄赤と白に塗装されるところであった（東京タワーの塗装がその代表例）。

## ライトアップ

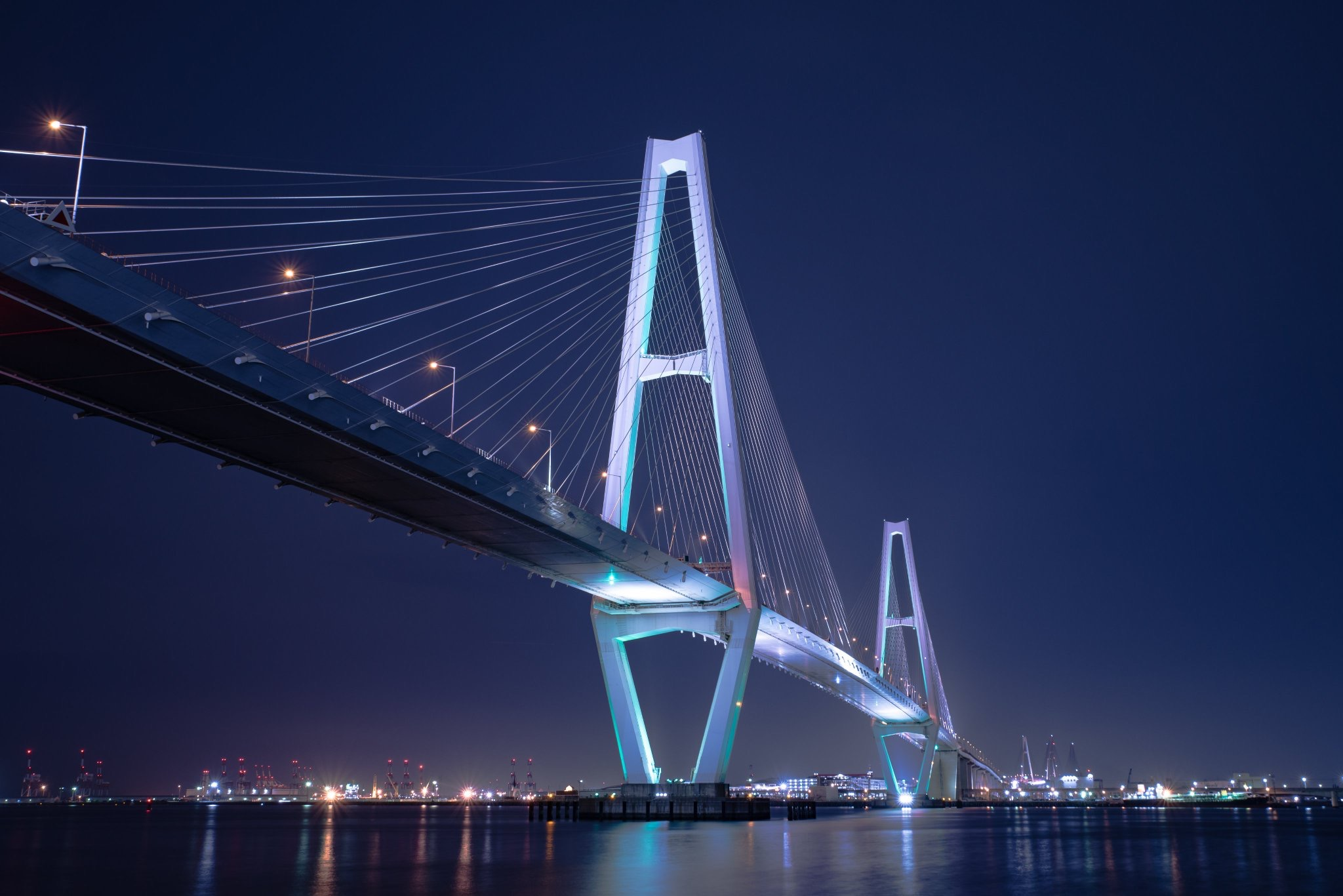
中央大橋の初夏のライティング。

3橋は夜間の一部時間帯にライトアップを実施している。この内、中央大橋のみ季節ごとにライティングカラーを変えるため、848個の水銀灯を取り付けている。中央大橋は各ケーブル毎にライトを用意し、白のケーブルに沿った投光パターンにより斜張橋特有の構造美を表現する。一方、西大橋と東大橋はケーブルは照射しない代わりに主塔と主桁に投光することで、中央大橋とは別の構造的表現を行なっている。灯具にはルーバーを設け、通行車両に対するグレア防止を図った。
ライティングのテーマカラーは、春がグリーン（若葉のイメージ）、夏がブルー（海と空のイメージ）、秋がグリーンイエロー（紅葉のイメージ）、冬がレッド（暖炉のイメージ）である。点灯時間は、当初から日没に合わせて開始時間を変えており、現在も月によって18時から22時と19時から22時の2通りで点灯されている。また、クリスマスや年末年始、ゴールデンウィークには特別点灯が実施される。
ライトアップは基本的に地元負担とされ、ライティング用機材6億円は名古屋港管理組合が負担し、電気代も同組合が負担している。日本道路公団（現、NEXCO中日本）は高額な斜張橋の建設費が通行料金に跳ね返っていることからライティング費用の負担については消極的である。また、ライトアップ効果向上用として白のフッ素樹脂皮膜に要した費用も名古屋港管理組合が負担している。ただし、名港西大橋一期線のライトアップ設備は公団設備のため、維持管理費用および電気代は公団持ちとなっている。
なお、ライトアップは1989年（平成元年）の 世界デザイン博覧会開催中に名古屋港のイメージアップを狙って、7月14日から11月26日までの日没から22時の間で西大橋を点灯したのがその起源である。その後、1991年（平成3年）の年末から翌年の年始の期間でライトアップを再開している。

## 広告
| 画像左:ガーデンふ頭に敷設された無料休憩施設「ポートハウス」。この場で名港3大橋の愛称発表会が催され、名古屋少年少女合唱団の歌声に乗せて「名港トリトン」の名を発表した。画像右:一般公募で選ばれた名港トリトンの愛称は道路上に設置する標識や事業パンフレットに活用されている。  |  | 画像左:ガーデンふ頭に敷設された無料休憩施設「ポートハウス」。この場で名港3大橋の愛称発表会が催され、名古屋少年少女合唱団の歌声に乗せて「名港トリトン」の名を発表した。画像右:一般公募で選ばれた名港トリトンの愛称は道路上に設置する標識や事業パンフレットに活用されている。 |
| 画像左:ガーデンふ頭に敷設された無料休憩施設「ポートハウス」。この場で名港3大橋の愛称発表会が催され、名古屋少年少女合唱団の歌声に乗せて「名港トリトン」の名を発表した。 画像右:一般公募で選ばれた名港トリトンの愛称は道路上に設置する標識や事業パンフレットに活用されている。 |  | |

日本道路公団は伊勢湾岸道路建設に当たり、一般人に道路を啓蒙することを目的としてコーポレートアイデンティティ(CI)活動を行なった。ネーミングを「夢渡り21」として、シンボルマークは、伊勢湾岸道路の3つの大橋、道路が第二東名・名神、名古屋環状2号線、東海環状自動車道の3つの路線の一部となること、公団と建設会社および地域住民の三者の協調理解、21世紀への夢の橋渡し、の4テーマを元に決定した。また、建設事業のイメージアップのため、金城ふ頭三丁目に「JH夢渡り館」なる事業紹介施設をオープンさせた。
名港3大橋のシンボルネームを募集するにあたり、1997年（平成9年）3月14日に記者発表を行なった。3月15日から5月8日まで愛称募集が行なわれ、47都道府県全てから応募がなされた。なお、応募県上位は1位愛知県、2位東京都、3位三重県であった。最終的に20004通（13059作品）の応募がなされ、選考委員会の審査によって6作品（ポートプリズム、名古屋マリンゲートブリッジ、名港ウィングス、名港スリーハープ、名港トリトン、名港三彩大橋）が選ばれ、これを2作品（名港ウィングス、名港トリトン）に絞り込んだうえで決選投票を行い、「名港トリトン」が選ばれた。この愛称は岐阜県出身の塾講師が考案したもので、7月20日に名古屋港ガーデンふ頭ポートハウスにて公式発表された。選考委員は、愛知芸術文化センター館長（選考委員会委員長）をはじめ、大学助教授、作家、俳人、新聞社編集局長などで構成した。愛称は道路標識のほか、パンフレットなど広告に広く使用した。
1998年（平成10年）3月30日の開通を前に、事前案内リーフレットおよびポスターが作成され、イメージキャラクターとして佐藤藍子を起用した。

## 歴史

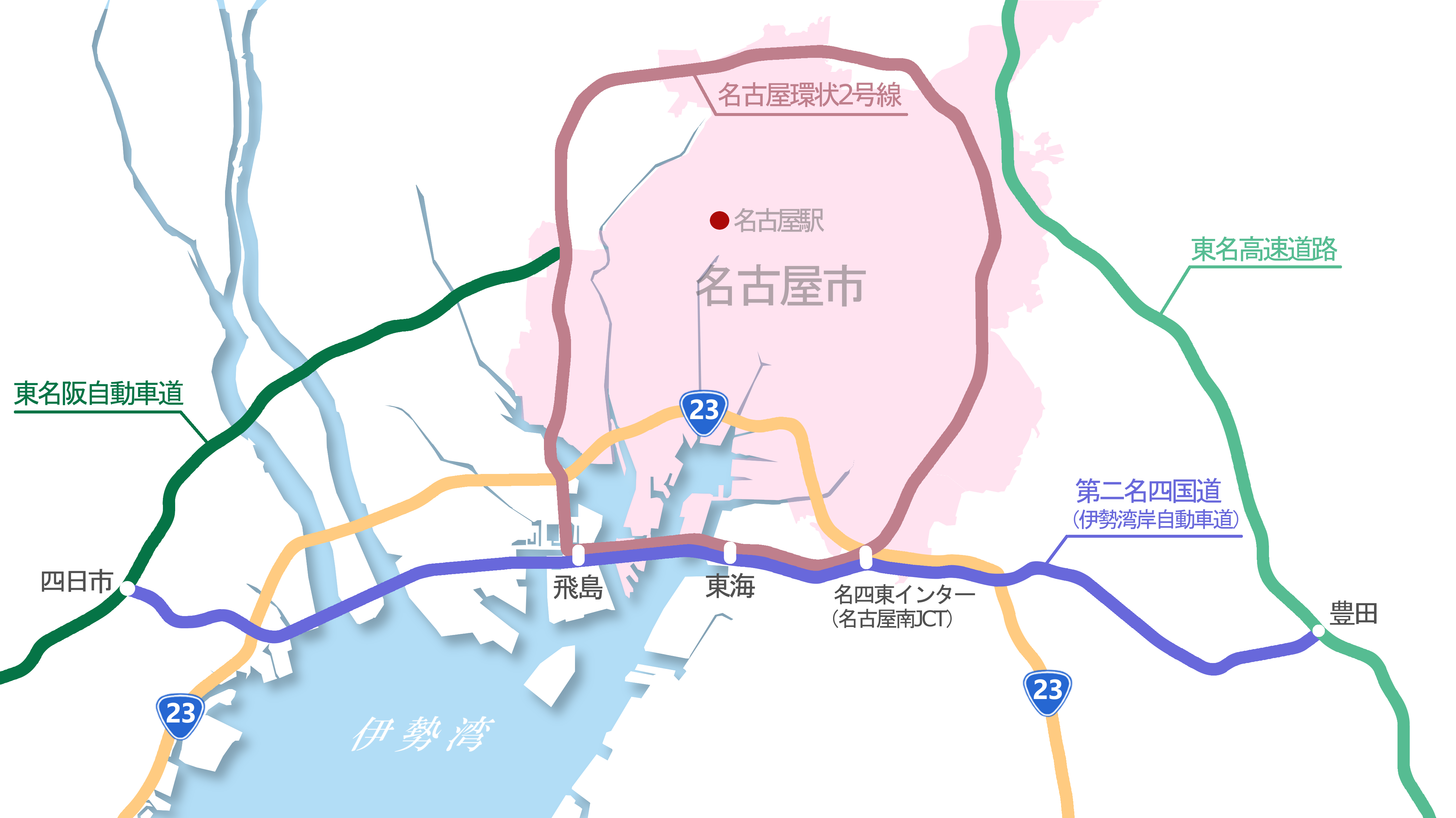
名港トリトンを含む東海 - 飛島間は名古屋環状2号線の一部として構想された。のちに飽和状態の国道23号（名四バイパス）の海側にバイパスを造り、東名高速豊田と東名阪四日市を連絡するために第2名四国道が構想され、名四東IC - 飛島間で環状道路と並行することとされた。並行区間はのちに統合され往復6車線となった。路線名やインター名は計画当時の名称。

### 構想・計画
名港トリトンとその取り付け道路（東海IC - 飛島IC間）は名古屋環状2号線の海上区間であり、あくまで環状道路の一部分として構想された。その起源は1964年（昭和39年）で、1975年（昭和50年）を目標年次とする長期港湾整備計画の策定に端を発している。計画では名古屋市を取り巻く名古屋環状2号線と名古屋港を連絡する名目で、南と西のふ頭間のほぼ中央を大橋で連絡する構想が初めて示され、そのルートはほぼ現在の名港トリトンと一致している。この横断ルートは名古屋環状2号線のルートに組み込まれたが、1967年（昭和42年）3月の名古屋環状2号線（一部）の都市計画決定にあたって陸上区間は現行ルートに決定されたものの、海上横断ルートについては路線計画が進んでいないために計画から除外された。この時点では、海上区間は臨海工業地帯の適地を横断する、といった程度の構想に過ぎなかった。
やがては並行する国道23号と国道1号の慢性的な渋滞を緩和する意図から、計画中の第2名四国道（飛島 - 三重県三重郡川越町間）を東海市まで延伸することになった。この内、東海IC - 飛島IC間が環状道路と第2名四国道が重複し、当初は両道路を上下に並行して環状道路が往復6車線、第2名四国道が往復4車線の合計10車線で計画された。しかしながら、名古屋港通過箇所は橋の規模が大きくなり、建設費が3千数百億円と事業化の見通しが得られないことに加えて、交通量の将来予測が見込みよりも減少することが明らかとなった。このため、1976年（昭和51年）には両道路を統合して、シングルデッキの往復6車線に変更した。これと併せて第二名四国道は東は豊田市まで、西は四日市市まで延長された。
豊田 - 四日市間を連絡することで、国道23号の混雑解消のほかに東名高速と東名阪自動車道を結ぶ新たな動脈として期待がかかる第2名四国道（以下、伊勢湾岸道路と記述）だが、全線着工するには莫大な費用を要し、名古屋港横断区間の橋梁建設に長い期間を要することから、特に地元要望が強く、緊急性が高い金城ふ頭 - 西2区間の着工が望ましいとされた。建設に当たっては当面、西大橋のみの短区間営業となることから、予想通行台数は約1万台にとどまるとの予想を受けて半分の幅員で先行開業することとされた。このため、西大橋の建設を第一期と第二期に分けることになり、第一期として北側（現・上り線）の橋のみが建設されることになった。
建設のための調査、予算請求手続きが進行する中で、港湾計画および都市計画が未決定のため、名古屋港管理組合や自治体は架橋反対を唱える船舶関係者への説得や、建設省に海難事故防止のための種々の申し入れを行ない、1979年（昭和54年）3月に港湾計画に、同年8月に東海 - 飛島間の都市計画が決定した。これを受けて同年12月に建設大臣より名港西大橋の事業許可が下され、建設に着手した。

### 西大橋開通

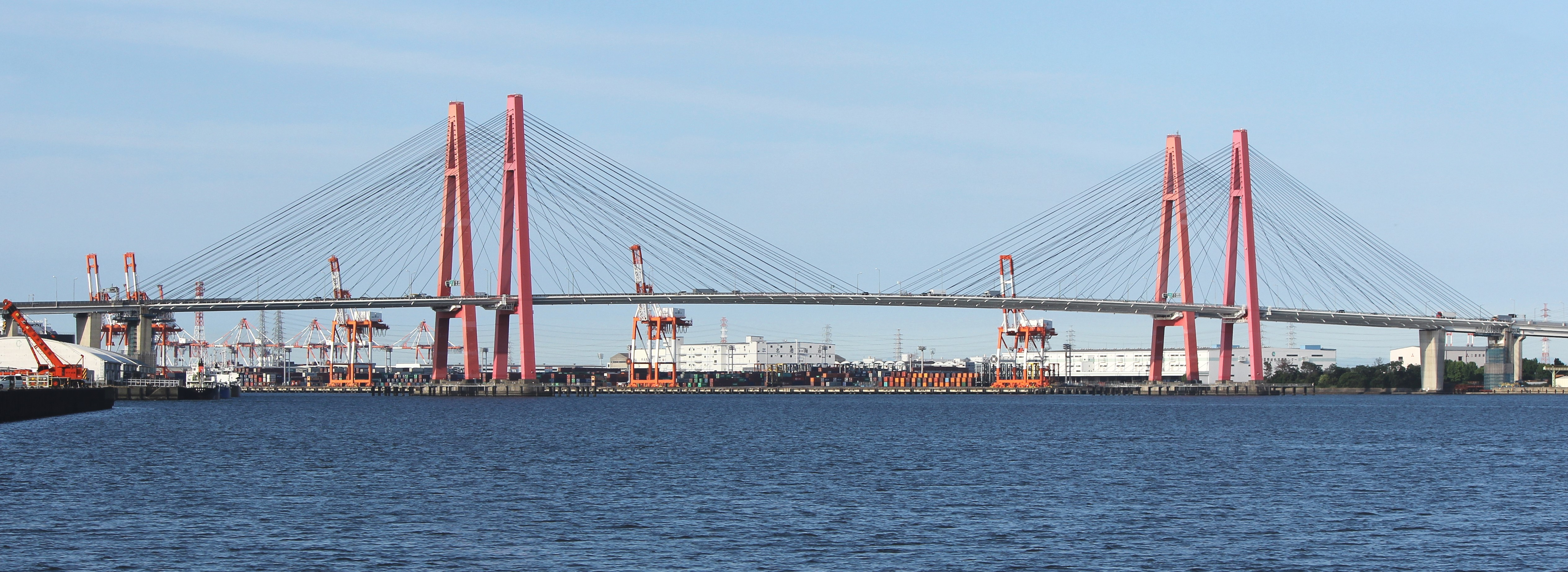
コンテナ基地と流通基地を控えて港湾交通需要が高いと見込まれることから名港西大橋を先行建設することになった。画像は西大橋とその背後の飛島ふ頭のコンテナ基地。同基地はシンガポール、東南アジア、北米との航路による輸出入のターミナルで、同基地で取り扱う貨物と国内各地の産業間の円滑な陸上輸送を期するためにも、名港西大橋の建設を優先することになった。

1985年（昭和60年）3月20日、3橋の先陣を切って名港西大橋（北側・現在の上り線）が暫定往復2車線にて、有料道路「名港西大橋」（路線名は一般国道302号）として供用開始した。この時は金城ふ頭側に料金所が設置された。なお、その翌日より金城ふ頭で開催された「輸入博」（ワールド・インポート・フェア・ナゴヤ）は西大橋開通に合わせたイベントとして企画された。開通当初の西大橋の利用台数は1日平均1,700台で、事業主体の日本道路公団の当初予測たる8,900台を大幅に下回った（ただし通行量は年々1割程度の上昇を見せた）。事業費185億円に対して全くの赤字経営で、会計検査院による調査が入るなど、投資対効果の点で疑問が付された。地元経済界の強い要請で先行建設された割には、蓋を開けてみれば、西大橋の主要な収入源と目論んでいた港湾物流業界から全く見放された格好であった。開通当初の西大橋の通行料金は西二区（現・木場金岡ふ頭） - 金城ふ頭間3.2 kmの通行で片道1,400円（特定大型車）であったが、そもそも高額な通行料金を支払ってまで利用する大きな理由は、行きたい場所に短時間でアクセスできるからである。ひるがえって当時の西大橋は、それ自体で道路が完結しているため、四日市方面や北陸、静岡方面にアクセスするには、西大橋を渡ってから国道23号や国道1号に出なければならず、広域アクセスする業務交通にとって西大橋を利用した場合の時間距離短縮効果は皆無に等しかった。それならば、わざわざ西大橋を使わずとも最初から国道23号および国道1号を使った方が経費節約となるため、西大橋は港湾業界から全く見向きもされない状況に陥ることになった。当時の西大橋は行楽客主体の利用で、伊勢湾に沈む夕日を見るための隠れたスポットであって、増収に結びつかないこれらの利用方法は公団関係者にとって頭痛の種であった。なお、この状況を打開するべく、公団は港湾物流の利用促進を狙って業界に回数券を売り込んだが、冷たくあしらわれるだけであった。
西大橋の低調さをさらに印象付ける出来事として、通行量が少ないことをいいことに、港の夜景を眺めるためにカップルが大挙して西大橋に押し寄せ、路肩に駐車のうえ、週末にはその列が1 kmに及ぶこともあった。当時は往復2車線で中央分離帯もなかったことから、料金所の無い飛島側から西大橋に入り、夜景をみてからUターンして料金を払わずに退出する者が続出、カップルが去った後には多数の落書きとごみが残された。この頃、同じ問題で悩む横浜ベイブリッジを公団職員が訪ねて対策を聞くも、監視カメラ導入やパトカーによる監視体制があっても一向に効果を上げ得ないとのことで、まるで打つ手がない状況であった。その後、一応の対策として退散を促すスピーカーを設置しているが、これは付近に民家が無いことを逆手に取った対策であった。以上の如く、西大橋単独の開通では物流ルートとして全くといっていいほど機能せず、この状況を一刻も早く脱するためには残り2橋を含む豊田 - 四日市間の全線早期開通が望ましいことから、地元としては伊勢湾岸道路の全線着工を国に陳情することとした。
しかしながら、景気停滞による公共事業抑制あおりを受けて、残りの2橋と陸上区間の事業は停滞し、事業化の目途が立たなくなった。やがて国の重い腰を上げさせる事態が外交方面から発生した。折からの大幅な貿易黒字を解消させる必要に迫られた国は、その解消策の一つとして内需拡大に目を向け、東京湾横断道路・明石海峡大橋に次ぐ日本国内第三のプロジェクトとして伊勢湾岸道路海上区間の建設が肯定されるに至った。
1986年（昭和61年）3月には建設省から伊勢湾岸道路早期着工の条件が示された。財政難であることから地元経済界にも応分の負担を求め、そのうえで中央大橋と東大橋の建設について、その事業主体を愛知県道路公社、名古屋高速道路公社、日本道路公団の中から一つを選ぶように愛知県と名古屋市に迫った。これについて協議した結果、公団方式を受け入れることとした。公社方式は2橋の建設しか考えていないこと、その点、公団方式であれば、陸上区間を合わせて伊勢湾岸道路50 km全体の建設が担保されていることに加え、1,170 mの長大斜張橋を公社方式で建設することは困難であることを踏まえた決定である。しかしながら、公団方式であっても地元の資金協力は絶対条件であり、西大橋建設の時のような、地元の犠牲なしにすべて国に丸投げという訳にはいかなかった。この点で名古屋市は、公団方式であっても資金的な犠牲を迫られたことが想定外でとまどったという。

### 残る大橋の建設
通常であれば、公団が事業主体となる一般有料道路事業は、財政投融資（郵便貯金などを財源とする資金）及び金融機関からの借金によって実施される。借金である以上は公団には毎年利息を払う義務が生じるが、公団の負担を減じるために税金を投入することで公団の利子負担を約6パーセントに抑えている。今回は財政投融資金に代えて民間からの資金を導入してより公団の利子負担を減らそうというものである。具体的には、日本道路公団が発行する公団債（低利縁故債）を地元経済界が低利で引き受けるという内容で、通常の金融機関向け縁故債と比較して、表面利率で0.1パーセント、発行価格で50銭低く設定されるなど、公団にとってはより低利な資金調達を可能としている。この件では、金利動向を警戒した中部財界が引き受けを躊躇したが、それも翌1987年（昭和62年）9月には決着を見た。
そして満を持して1987年（昭和62年）11月、従前に許可されていた一般有料道路「名港西大橋」の事業変更という形で、東海 - 金城ふ頭間が一般有料道路「伊勢湾岸道路」として事業許可され、中央大橋の下部工が1989年（平成元年）12月に発注された。ただし、この時点では名港西大橋下り線（二期線）の事業許可を受けられる目処は立っておらず、半ば見切り発車的な工事スタートとなった。
工事は6.1 kmの短い区間に3つの斜張橋が連続して建設されるという世界でも前例がない大工事となり、加えて名港中央大橋クラスの長大支間斜張橋も公団としては施工例が少ないこともあって手探り状態の設計、工事となった。なお、名港西大橋下り線（二期線）の事業許可が下りたのは1993年（平成5年）7月と非常に遅く、これが尾を引いて当初予定の1996年度開通を1年延期に至らせた。設計は軟弱地盤であることも手伝って事業化以前より橋種が猫の目のように変わり、特に中央大橋は事業許可が出る2年半前になってようやく現行の斜張橋方式に決定している。その後も設計変更や施工方法の見直しが相次いだうえに、当初は豊田 - 四日市間の自動車専用道路であった伊勢湾岸道路が、第二東名、第二名神に取り込まれたことで、道路規格を高速自動車国道並に揃える必要が生じた。このため都市高速並みの低規格で設計された名港3大橋は規格アップされることになり、結果、始終何らかの設計変更がつきまとう斜張橋となった。
施工に至っては海上高く架かる橋だけに1年を通して風が強く、夏の鋼床板上の作業は気温60度と厳しかった。中央大橋は主塔に足場を組んで溶接しながらT.P. + 195 mまで建設したが、現場は異物が入らないように完全密閉のうえ溶接することもあって蒸し風呂状態であり、それも海上から100 m付近の高所作業である。こうした劣悪な条件下で溶接接合によるひずみや寸法誤差を抑えて施工精度を確保しなければならなかった。また、新宝ふ頭などは現場に隣接して自動車輸出基地があって、コンクリートから出る水や鋼のさび汁が新車に降りかからないように作業の都度ブルーシートで現場周辺を覆うなど気を遣う作業となった。こうした苦難の末に1998年（平成10年）3月に「名港トリトン」としてグランドオープンするに至った。

### 3大橋開通後
3大橋のグランドオープン以前の、1986年（昭和61年）時点における逆風のさなかにあっても建設省は、名古屋南ICまでの直結（すなわち国道23号名四バイパスに連結）で1日交通量約2万台、続くみえ川越ICまでの開通（同様に国道23号に連結）で約4万台、そして最終的に東名高速と東名阪道の連結で約6万台と強気の予想通行量を算出したが、結果は建設省の予測を上回る形で現れた。
3大橋のグランドオープンを含む名古屋南IC - 名港中央ICの開通以降は利用台数が急激に増加し始め、2002年（平成14年）のみえ川越IC連結による国道23号のバイパスルート完成によって2万5000台に増加、その後も増加傾向は続き、2017年（平成29年）4月には10万500台を記録した。このことは、高速道路とは一定のネットワークを形成して初めてその真価を発揮することを示し、その中間部分（名古屋港の横断部分）だけを構築してもほとんど意味を成さないことを名港トリトンの歴史は如実に示している。

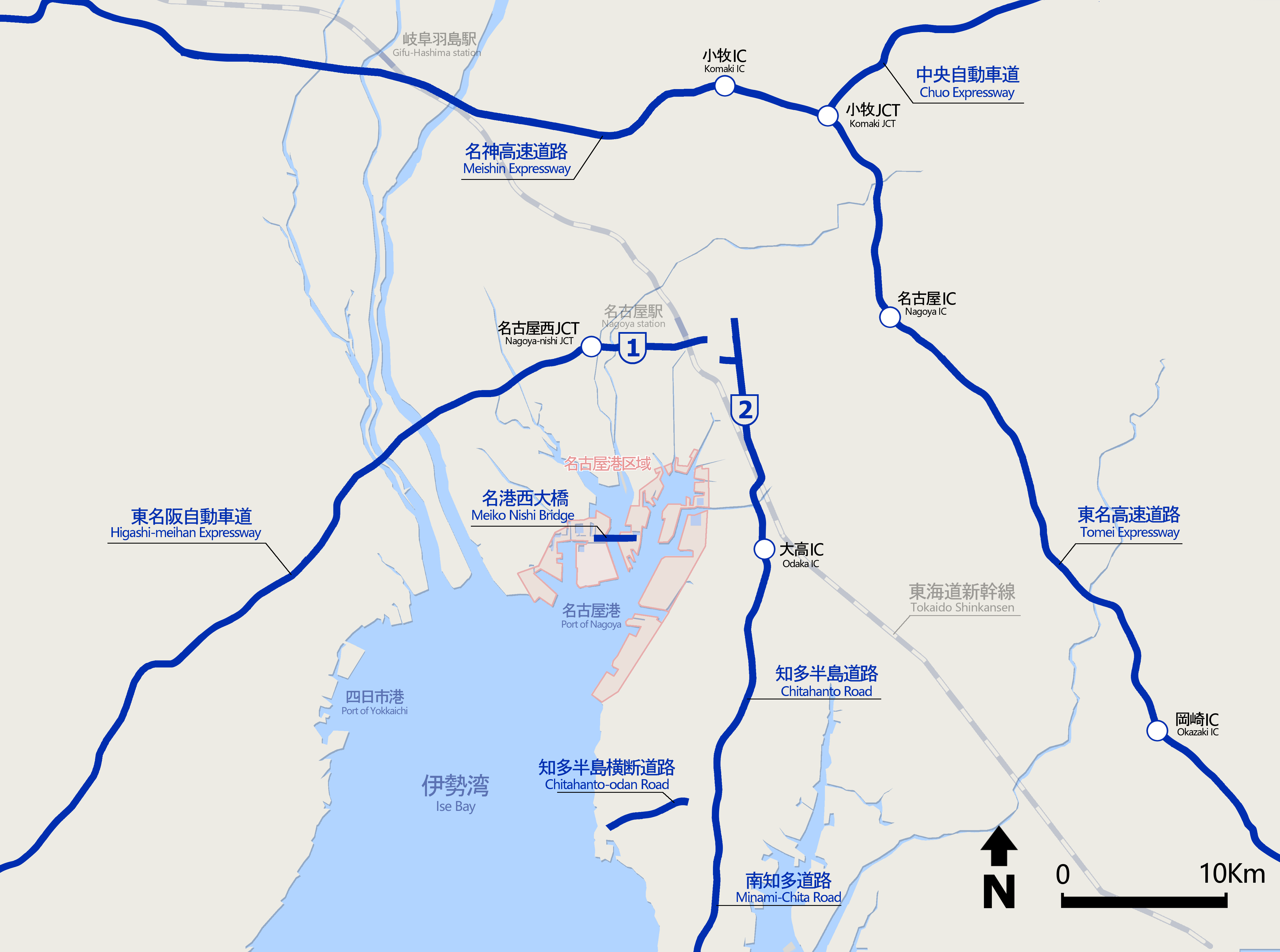
1987年時点の高速道路網。名古屋港エリアは名港西大橋一期線が供用しているのみで、周囲の高速道路網から取り残されている。当時、コンテナ貨物の輸送で名古屋港から東名高速道路岡崎ICに向かうだけで約2時間を要した。

名港西大橋が単体で開通していた頃の港湾物流業者の嘆きの一つに、港が世界と結ばれても国内各地とは結ばれていないということがあった。名古屋自体は各高速道路と結ばれているが、名古屋港と直結する高速道路は当時1本も存在しなかった。当時、勢いを増す名古屋港のコンテナ貨物も、それを国内各地に配送するための道路が常時渋滞する一般国道のみとあっては、国際貿易港の機能が著しく損なわれる状態におかれることになった。名港トリトンが港を通り抜けて各高速道路と結ばれている今日、それは当時の港湾物流業者が十数年先のこととして頭に思い描いた未来の道路網そのものであった。

### 年表
- 1964年（昭和39年）5月16日 : 名古屋港管理組合は長期港湾整備計画を発表。ここで海上横断道路の構想を初めて示した[208][35]。
- 1969年（昭和44年）4月 : 名古屋環状2号線の名古屋港横断箇所（海上区間）について建設省直轄の幹線道路整備計画の一環として調査開始[28][244]。
- 1973年（昭和48年）
  - 4月 : 海上区間の大規模特殊事業調査を推進。名古屋港A水域（西二区と金城ふ頭間）の横断構造物を中央径間405 mの斜張橋とする案が具体化[28][244]。ただし、トンネル案は引き続き検討[219]。
  - 9月4日 : 建設省中部地方建設局は名古屋環状2号線・第二名四国道の海上区間を当初の海底トンネル式から橋梁式に変更するための調査費を含む来年度予算要求の概要を発表[41]。
- 1974年（昭和49年）2月6日 : 西二区 - 金城ふ頭間の地質調査開始[245]。
- 1976年（昭和51年）8月30日 : 建設省で名古屋港3大橋の予備設計が開始。ゲルバートラス橋案を完全破棄して斜張橋と吊橋案で計画推進[24]。
- 1978年（昭和53年）12月23日 : 名古屋港管理組合は3橋の構造、長さ等を含む港湾計画を名古屋港湾審議会に諮り、了承を得た[44]。
- 1979年（昭和54年）
  - 3月30日 : 港湾計画が決定告示[246]。
  - 8月10日 : 名古屋環状2号線海上部が都市計画決定（L = 9.83 km)[246]。
  - 12月7日 : 名港西大橋の建設事業を建設省から日本道路公団に引き継ぐための事業許可が下りる[247]。
- 1980年（昭和55年）
  - 5月1日 : 日本道路公団名港西大橋工事事務所設置[1]。
  - 6月3日 : ターニングベースン浚渫工事開始（翌年3月20日まで）[247]。
- 1981年（昭和56年）11月17日 : 名港西大橋一期線の起工式を仲谷愛知県知事、本山名古屋市長臨席のもと名古屋市国際展示場で挙行[248][247]。
- 1983年（昭和58年）8月1日 : 西大橋一期線の主塔設置工事完了[249]。
- 1984年（昭和59年）7月24日 : 一期線主桁が閉合[249]。
- 1985年（昭和60年）
  - 3月20日 : 名港西大橋関連区間 (3.2 km) が15時開通[244][220]。
  - 5月1日 : 名港中央大橋の構造変更を運輸大臣の許可を得て告示[19]。橋長を1,560 mから1,170 mに縮小[19]。
- 1986年（昭和61年）
  - 3月22日 : 政府自民党は中央大橋、東大橋を含む豊田市 - 四日市市間の建設推進を正式決定[250]。
  - 4月16日 : 名港中央大橋と名港東大橋の事業主体について、愛知県道路公社・名古屋高速道路公社・日本道路公団の中から、日本道路公団とすることを決定[225]。

- 1987年（昭和62年）

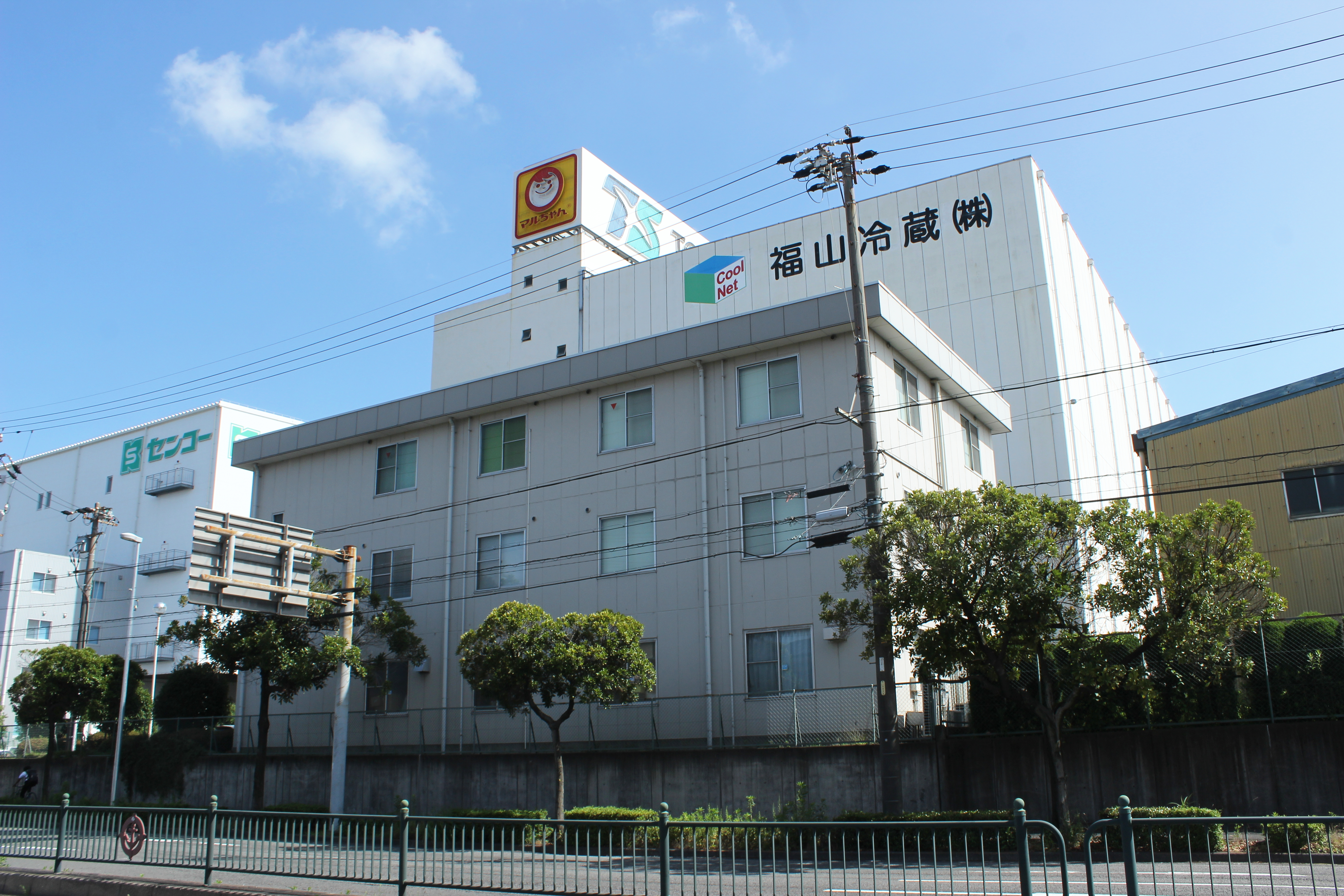
名古屋市港区千年三丁目に所在する東洋水産。1987年12月の事務所開き以降約半年間、ここの一角に日本道路公団名古屋建設局伊勢湾岸道路工事事務所の仮事務所が置かれた。大規模斜張橋建設と総工費2,000億円以上のビッグプロジェクトにしては職員6名による間借りした事務所からのつつましいスタートとなった。のちに業務量と職員増加により手狭となったことから名古屋市緑区大高の公団自前の新事務所に移転した。

  - 6月15日 : 9号地（現・潮見ふ頭）の企業移転に絡んだ用地交渉が合意[253]。
  - 9月8日 : 中央大橋と東大橋の建設のための公団発行の低利縁故債500億円について、中部の経済4団体の引き受け条件が決定[231]。
  - 11月20日 : 東海市新宝町 - 金城ふ頭間3.9 kmの事業許可が建設大臣より日本道路公団に下りる[29]。
  - 12月1日 : 日本道路公団名古屋建設局伊勢湾岸道路工事事務所が名古屋市港区の仮事務所にて職員6人で発足[254]。
- 1988年（昭和63年）5月31日 : 日米両政府間合意された日本の建設市場開放に関わるマスタープランと年度発注計画を公表[32]。
- 1989年（平成元年）
  - 7月28日 : 伊勢湾岸道路の前後が第二東名、第二名神に組み込まれたことによる道路規格アップによる事業変更[255]。
  - 12月18日 : 名港中央大橋主塔下部工の工事発注[255]。
- 1990年（平成2年）
  - 4月4日 : 金城ふ頭 - 東海IC間の起工式が鈴木愛知県知事、西尾名古屋市長臨席のもと名古屋市国際展示場で挙行[256]。
  - 8月1日 : 金城ふ頭沖に灯浮標を設置。名港中央大橋が着工[257]。
- 1991年（平成3年）
  - 3月18日 : 名港東大橋下部工工事発注[255]。
  - 10月1日 : 9号地沖の海上に灯浮標を設置。東大橋が着工[258]。
- 1993年（平成5年）
  - 7月20日 : 名港西大橋二期線が一般有料道路として事業許可[259]。
  - 8月5日 : 9号地通過ルートの支障物件だったリノール油脂（現・日清オイリオグループ）の用地補償調印式が行なわれた[260]。
  - 11月9日 : 名港西大橋二期線下部工工事発注[259]。
- 1994年（平成6年） 11月24日 : 名古屋市市議会で計画局長が名港三大橋の夜間ライトアップを計画していることを表明[194]。
- 1995年（平成7年）2月23日 : 名港東大橋東西主塔工事竣工[261]。
- 1996年（平成8年）
  - 3月15日 : 名港中央大橋東西主塔工事竣工[261]。
  - 6月22日 : 名港中央大橋の主桁が閉合[262]。
  - 7月13日 : 名港中央大橋の橋桁連結式典を挙行。愛知県知事と名古屋市長によるセレモニー後、「夢渡りフェスティバル」として市民への公開（翌14日も実施）のほか、橋上結婚式や橋上テニススクールを開催[263]。
  - 8月10日 : 名港東大橋の主桁が閉合[264]。
  - 8月26日 : 名港西大橋二期線東西主塔工事竣工[261]。
  - 9月5日 : 名港東大橋の橋桁連結式典を挙行。東海市長や東レの従業員が金ボルトを締結[265]。
  - 11月11日 : 名港西大橋一期線（暫定往復2車線）を片側3車線化するための工事の施工に伴って11日から26日まで夜間通行止めを実施[266]。
- 1997年（平成9年）
  - 6月17日 : 名港西大橋二期線の主桁が閉合し、これで3橋が全てつながった[267]。
  - 7月16日 : 名港西大橋二期線の主桁連結式典開催[268]。
  - 7月19日 : 名港中央大橋で試験的にライトアップ（翌20日も実施）。15分ごとに季節のテーマカラーを照射[269]。
  - 7月20日 : 三大橋の愛称を一般公募により「名港トリトン」に決定[204]。
  - 10月3日 : 名古屋世界都市景観会議関連行事として3大橋全てが初めてライトアップ[203]。
- 1998年（平成10年）
  - 3月16日 : 名港西大橋一期線の拡幅工事竣工[270]。
  - 3月21日 : 東海IC - 名港中央大橋間で「開通記念サイクリング大会」を挙行[271]。
  - 3月22日 : 大府IC - 名港中央IC間で「夢ロードわくわくフェスタ」を挙行。徒歩で3万人が渡り初め[272]。
  - 3月30日 : 東海IC - 名港中央IC（名港東大橋、名港中央大橋）が15時開通[20]。あわせて名港西大橋の二期線（南側の橋）が供用され、一期線も3車線化された[20]。
  - 4月24日 : 「名港トリトン」が土木学会田中賞受賞[270]。

## 伊勢湾岸道路

### 概要
東海IC（第二料金所）から飛島IC（第一料金所）に至る延長7.2 km（本線6.1 km、連絡路1.1 km）の路線を、一般国道302号自動車専用道路「伊勢湾岸道路」と称する。日本道路公団の一般有料道路事業として整備されたことから一般有料道路となっている。名港トリトンの3橋はこの伊勢湾岸道路に含まれている。なお、「伊勢湾岸自動車道」とは、この「伊勢湾岸道路」と「第二東名高速道路」の豊田東JCT - 東海IC間、および「第二名神高速道路」の飛島IC - 四日市JCT間（計56.4 km）の総称である。
路線は「高速自動車国道に並行する一般国道自動車専用道路」である。一般国道302号と国土開発幹線自動車道（高速自動車国道）を兼務する。これは隘路（名古屋港）を横断する道路を2本造るよりも、一般国道の整備に際して高速走行可能な自動車専用道路として建設する方が経済的であるという発想からこの位置付けを得ている。これにより、一般国道の役割を果たしながら高速自動車国道の機能も代替させるとしている。よって、東海ICで第二東名高速道路に、飛島ICで第二名神高速道路に接続し、この両道路の橋渡しを担なうと同時に、一般国道302号の一部区間をも構成している。
伊勢湾岸道路の道路規格はその前後で接続する高速自動車国道（第二東名、第二名神）と同一で、道路規格第1種第2級、設計速度100 km/hである。一般国道でありながら接続する高速自動車国道と同一スピードで走行するために、東海IC - 飛島IC間については規制を設けることで一般国道の交通規則の例外として認められているが、この点については後述する。これに関連して、当該区間には最低速度が設定され、このため50 km/h以下で走行することは禁じられている。また、名港トリトンを含む伊勢湾岸道路には4つのインターチェンジ（東海IC、名港潮見IC、名港中央IC、飛島IC）が設けられている。各インターは名古屋港に点在する物流拠点や石油化学工場、鉄鋼生産基地付近に敷設され、工業色が濃厚なICとなっている。
なお、この区間は高速自動車国道の路線を指定する政令によって東海IC - 名港中央IC間が第二東海自動車道横浜名古屋線、名港中央IC - 飛島IC間が近畿自動車道名古屋神戸線に指定されている。
伊勢湾岸道路の歴史については伊勢湾岸自動車道#歴史を参照されたい。

#### 路線データ
- 有料道路名 : 伊勢湾岸道路[277]
- 路線名 : 一般国道302号[277]
- 主な経由地 : 海部郡飛島村、名古屋市港区、東海市[277]
- 道路区分 : 第1種第2級[277]
- 車線数 : 6車線（片側3車線）[277]
- 設計速度 : 100 km/h[277]

### インターチェンジなど
- IC番号欄の背景色が     である区間は既開通区間に存在する。
- 英略字は以下の項目を示す。
IC：インターチェンジ
- 全線愛知県に所在。

| E1A 伊勢湾岸自動車道 豊田東方面 |              | |     |                                       |        |
| 7                               | 東海IC       | 国道302号（名古屋環状2号線） 国道247号（西知多産業道路） 県道59号名古屋中環状線（国道247号重複） 県道55号名古屋半田線 | 0.0 | 第二料金所 - 本線間の連絡路は約0.4 km | 東海市 |
| -                               | 名港東大橋   | |     |                                       | 東海市 |
| -                               | 名港東大橋   | 名古屋市港区 |     |                                       |        |
| 8                               | 名港潮見IC   | 県道225号名古屋東港線                                                                                                 | 1.7 |                                       |        |
| -                               | 名港中央大橋 | |     | 北航路（法定航路）                    |        |
| 9                               | 名港中央IC   | 市道金城埠頭線 | 2.4 |                                       |        |
| -                               | 名港西大橋   | |     |                                       |        |
| -                               | 名港西大橋   | 飛島村 |     |                                       |        |
| 10                              | 飛島IC       | 国道302号（名古屋環状2号線） 県道71号名古屋西港線                                                                     | 6.1 | 本線 - 第一料金所間の連絡路は約0.7 km |        |
| E1A 伊勢湾岸自動車道 四日市方面 |              | |     |                                       |        |

東海IC第二料金所 - 飛島IC第一料金所間の連絡路込みの距離は7.2 km。

### 路線状況

#### 車線・最高速度
| 区間            | 車線 上下線=上り線+下り線 | 最高速度 |
| --------------- | ------------------------- | -------- |
| 東海IC - 飛島IC | 6=3+3                     | 100 km/h |

#### 主な橋梁
伊勢湾岸道路は全区間が橋梁により構成され、土工部はない（連絡路を除く）。海上部は斜張橋、陸上部は高架橋である。名古屋港港域部および人為的に造成されたふ頭を横断する橋梁群である。名港トリトンの3橋は陸上の高架橋を介して連結され、東側から新宝高架橋、名港東大橋、潮見高架橋、名港中央大橋、金城高架橋、名港西大橋、飛島高架橋の順に敷設されている。
| 区間                    | 架橋区域      | 構造物名     | 長さ （）は上り線 | 形式                   |
| 東海IC付近              | 新宝ふ頭      | 新宝高架橋   | 845 m (890 m)     | PC床板鈑桁・RC床板箱桁 |
| 東海IC - 名港潮見IC     | 名古屋港C水域 | 名港東大橋   | 700 m             | 鋼斜張橋               |
| 名港潮見IC付近          | 潮見ふ頭      | 潮見高架橋   | 738 m             | RC床板箱桁・鋼床板箱桁 |
| 名港潮見IC - 名港中央IC | 名古屋港B水域 | 名港中央大橋 | 1,170 m           | 鋼斜張橋               |
| 名港中央IC付近          | 金城ふ頭      | 金城高架橋   | 1,410 m (1,406 m) | RC床板箱桁・鋼床板箱桁 |
| 名港中央IC - 飛島IC     | 名古屋港A水域 | 名港西大橋   | 758 m             | 鋼斜張橋               |
| 飛島IC付近              | 木場金岡ふ頭  | 飛島高架橋   | 496 m             | RC床板箱桁・RC床板鈑桁 |

（出典：『伊勢湾岸道路工事誌　写真集』日本道路公団名古屋建設局伊勢湾岸道路工事事務所、平成10年3月、10-13頁）
| 画像左:金城高架橋（工事中の名称は名港西大橋高架橋）。道路規格アップのため両側に拡幅された。画像右:金城高架橋の橋脚は短形断面として四隅を面取りした。橋脚中央にはスリットを設け、その中に排水管を設置した。  |  | 画像左:金城高架橋（工事中の名称は名港西大橋高架橋）。道路規格アップのため両側に拡幅された。画像右:金城高架橋の橋脚は短形断面として四隅を面取りした。橋脚中央にはスリットを設け、その中に排水管を設置した。 |
| 画像左:金城高架橋（工事中の名称は名港西大橋高架橋）。道路規格アップのため両側に拡幅された。 画像右:金城高架橋の橋脚は短形断面として四隅を面取りした。橋脚中央にはスリットを設け、その中に排水管を設置した。 |  | |

伊勢湾岸道路の東海IC - 飛島IC間は、当初は名古屋環状2号線専用部（名古屋第二環状自動車道）の道路規格で計画されたことから、第2種第1級（設計速度80 Km/h）として設計された。その後、東海IC以東と飛島IC以西が第二東名と第二名神に取り込まれたことから、第二東名と第二名神をつなぐ東海IC - 飛島IC間(6.1 km)についても、第二東名、第二名神に合わせた道路規格のアップが必要となった（第2種第1級〈設計速度80 km/h〉→第1種第2級〈設計速度100 km/h〉）。この時点で、計画中の施設については設計変更で対応したが、既に営業していた名港西大橋一期線とその前後の取り付け道路については、規格アップにおいて道路を拡幅する必要があった。このため、斜張橋については主桁の幅は変えずに高欄の移動で対応し、路肩幅員の拡幅を図った（詳細は名港西大橋#構造を参照）。一方の陸上高架橋については、鉄筋コンクリート製の高欄をカッター切断のうえ、鉄筋を溶接で継ぎ足し、新製した鋼製の桁をボルト接合するなどして床板を増設した。
高架橋のうち、名港中央ICを境として東側が上下線一体構造、西側が上下線分離構造となっている。西側が上下分離とされたのは、名港西大橋が半断面で先行して建設されたためである。
伊勢湾岸道路の橋梁は名古屋港を横断することで、国際港名古屋港のゲートイメージを体現することから、それにふさわしいデザインを導入した。伊勢湾岸道路の橋梁群のうち、斜張橋についてはA形形状や配色にはトリコロールの採用をおこなったが、陸上高架橋についてもデザイン検討された。中でも、金城ふ頭は商取引の会場である名古屋市国際展示場(ポートメッセなごや）や、将来はオフィス街としての計画もあることから、景観的配慮が特に重要視された。このため、橋脚は短形断面として、柔らかく、そして親しみを出すために四隅を20センチ程度の直線面取りを行なった。四隅を丸めなかったのは、近接する斜張橋の直線的なイメージとのバランスにそぐわないからである。また、橋脚中央にスリットを設けて、そこに排水管を内蔵した。
| 画像左:飛島高架橋。右側が一期線、左側が二期線。一期線は主桁間隔を約3 mとしたが、二期線は倍に拡大して主桁本数を減らした。画像右:橋脚の手前側主桁が鈑桁、奥側主桁が箱桁。双方とも合理化設計とした。  |  | 画像左:飛島高架橋。右側が一期線、左側が二期線。一期線は主桁間隔を約3 mとしたが、二期線は倍に拡大して主桁本数を減らした。画像右:橋脚の手前側主桁が鈑桁、奥側主桁が箱桁。双方とも合理化設計とした。 |
| 画像左:飛島高架橋。右側が一期線、左側が二期線。一期線は主桁間隔を約3 mとしたが、二期線は倍に拡大して主桁本数を減らした。 画像右:橋脚の手前側主桁が鈑桁、奥側主桁が箱桁。双方とも合理化設計とした。 |  | |

伊勢湾岸道路が事業化された1987年（昭和62年）は、第二東名、第二名神が国土開発幹線自動車道建設法にその予定路線として盛り込まれた年でもあった。計画段階で高コストとなることが予想された第二東名、第二名神は、国からコスト低減を要請されるに至り、従来の工法を大きく見直す契機ともなった。そして、第二東名と第二名神の予定路線の一部を成す伊勢湾岸道路においてもその余波を受けることになった。折しも第二東名として最も早い着工区間となった名古屋南IC - 東海IC間と伊勢湾岸道路は東海ICで直接つながっている上に、陸上高架橋の設計、検討時期が両者でほぼ重なったことから、第二東名で試験採用予定の新工法を伊勢湾岸道路の新宝高架橋と飛島高架橋にも採用することになった。新工法とは、鋼少数主桁の開発であり、従来形式の主桁と比較して橋軸直角方向の主桁を7本から3本に低減させる工法である。従来の鋼橋が7本必要とされたのは、昭和40年代前半に建設された同種の橋が損傷したことを受けて、RC床板の床圧を増して適用支間を3 m以下とした結果である。しかしながら、プレストレストコンクリート(PC)床板の開発によって適用支間を拡大しても差し支えないことから、支間を従来の倍の6 mに拡大することとされ、新宝、飛島の両高架橋に採用された。
上記のコストダウンの思想は鈑桁のみならず、箱桁にも適用された。箱桁内部のリブ数の減少、使用鋼材減少、ダイヤフラムの形状変更など多岐に渡った。これは従来の設計思想が鋼材費に関わる費用低減を目標としていたのに対し、鋼材費よりも人件費が上回る時代においてはそれが必ずしも合理的とは言えなくなってきたことを反映したものである。よって、切断加工、溶接に関わる、主として製作費や架設費における合理化を推進することとされた。
新宝ふ頭に建設された新宝高架橋は、東レとトヨタ自動車のモータープールに挟まれ、なおかつ愛知県道59号名古屋第二環状線（現・名古屋中環状線）が敷設されていた。そこに橋脚を建設するに当たっては県道の切り回しが必要とされたが、東レとモータープールの間隔が狭いことから、県道を通行可としながらのフーチング（橋脚の基礎）の建設は不可能であった。このため、基礎に関わる専有面積を縮小することが求められ、その打開策として上下線の基礎が別々に施工できる鋼管矢板井筒基礎が採用された。施工に当たっては杭を油圧ハンマーで打設することになるが、近接する東レの化学天秤（精度:1万分の1グラム）への影響を避けるために、化学天秤の使用時間帯はハンマー打設を一時中止する措置をとった。
 

#### 路上設備
| 画像左:第二東名と伊勢湾岸道路の境界に設置された可変式速度規制標識と「ここから一般有料道路」の標識板（下り東海IC付近、KP30+649）。トレーラーの車線指定標識も設置された。画像右:可変式速度規制標識は平均1.3 km毎に設置されている。画像は高速車50 km/h規制時で、最低速度標識は消灯している。  |  | 画像左:第二東名と伊勢湾岸道路の境界に設置された可変式速度規制標識と「ここから一般有料道路」の標識板（下り東海IC付近、KP30+649）。トレーラーの車線指定標識も設置された。画像右:可変式速度規制標識は平均1.3 km毎に設置されている。画像は高速車50 km/h規制時で、最低速度標識は消灯している。 |
| 画像左:第二東名と伊勢湾岸道路の境界に設置された可変式速度規制標識と「ここから一般有料道路」の標識板（下り東海IC付近、KP30+649）。トレーラーの車線指定標識も設置された。 画像右:可変式速度規制標識は平均1.3 km毎に設置されている。画像は高速車50 km/h規制時で、最低速度標識は消灯している。 |  | |

一般国道自動車専用道路である伊勢湾岸道路は、本来は60 km/hが最高速度であるが、接続する高速自動車国道（第二東名）と同じ100 km/h走行を可能とするために速度規制を行う。この際、愛知県警察本部との協議により、伊勢湾岸道路6.1 kmの範囲に設置間隔2 km以内、平均1.3 km毎に可変式速度規制標識を設置している。可変式としたのは、気象状況の悪化、事故等の障害に対応するためである。速度規制標識は、高速車（100）、低速車（80）、最低速度（50）の3種類が用意され、それぞれを1本の支柱に取り付けている。また、第二東名（のちに第二名神も追加）と伊勢湾岸道路の境界（KP30+649下り線）には「ここから一般有料道路」の標識板も併せて設置され、一般国道と高速自動車国道の境界を視覚化している。なお、高速車用標識が50 km/h規制となった場合は、最低速度規制標識は無表示となる。これらの速度規制標識群と併せて、トレーラーの車線指定標識も設置された。当該標識は1997年（平成9年）10月30日に道路交通法が改正された際、自動車専用道路および高速自動車国道では、大型車、トレーラーの車線指定が必要となったために設置されたものである。ただし、大型車の車線指定標識はIC間隔が短いことから分合流が難しく、安全性確保のため設置を見送られた。よって設置されたのはトレーラーの車線指定標識のみとなり、本線合流部および1 kmピッチの設置とされた。設置位置は法令に則り、第一走行車線上である。
| 伊勢湾岸道路を構成する施設は斜張橋と並ぶデザイン検討が行なわれた。トールゲートについても斜張橋のイメージとの整合性が考慮されている（東海IC第二料金所と名港中央IC）。 |  | 伊勢湾岸道路を構成する施設は斜張橋と並ぶデザイン検討が行なわれた。トールゲートについても斜張橋のイメージとの整合性が考慮されている（東海IC第二料金所と名港中央IC）。 |
| 伊勢湾岸道路を構成する施設は斜張橋と並ぶデザイン検討が行なわれた。トールゲートについても斜張橋のイメージとの整合性が考慮されている（東海IC第二料金所と名港中央IC）。 |  | |

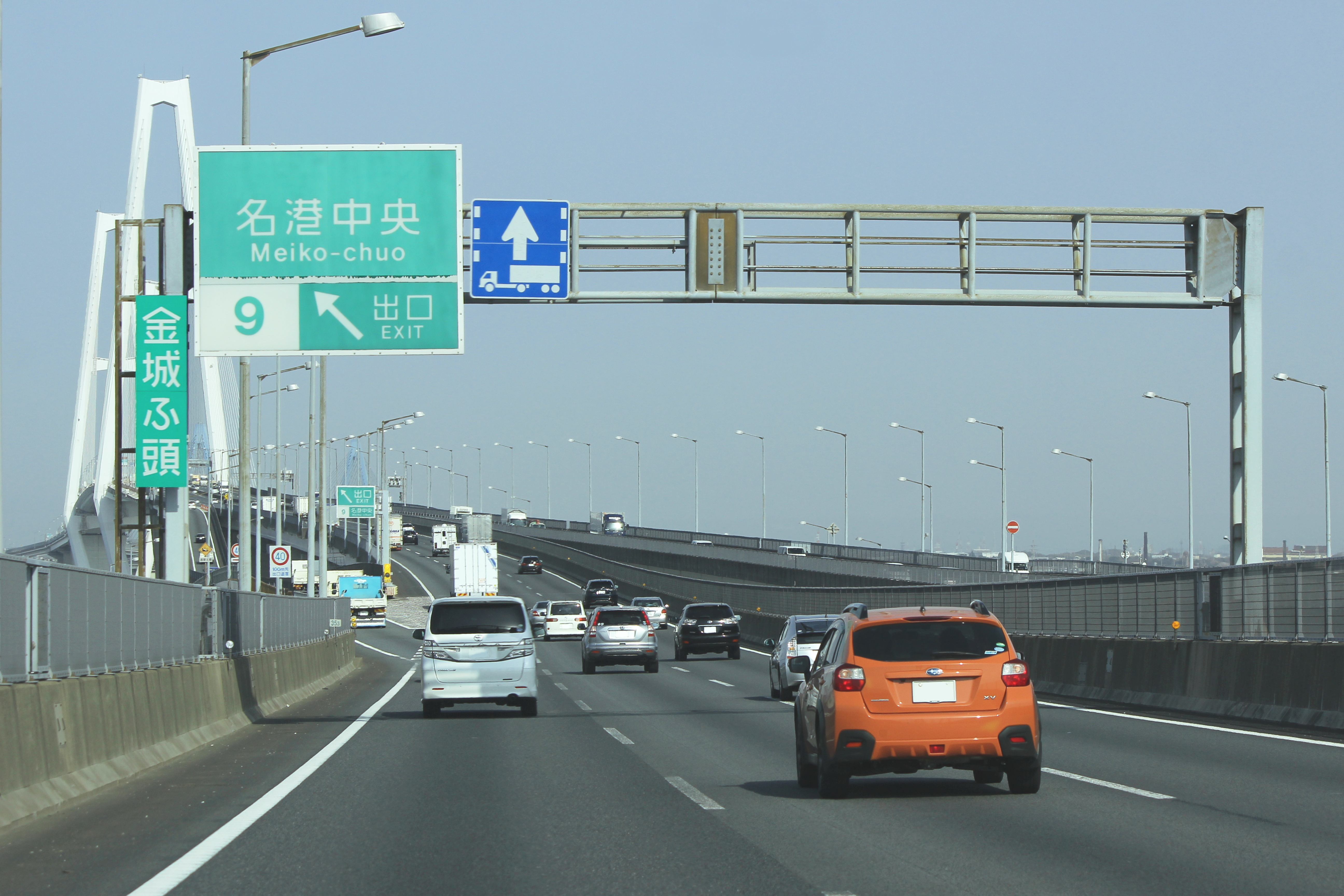
標識柱についても斜張橋との調和を図るべくデザインされた。画像は門形標識柱。

東海IC - 飛島IC間の伊勢湾岸道路の構築に当たっては、斜張橋のみならず、関連するインターチェンジ設備についてもデザイン検討された。伊勢湾岸道路の主要構造物たる斜張橋は、斜めに張ったケーブルから直線的なイメージがつきまとい、トールゲート（料金所）のデザイン展開にあたっては斜張橋のイメージを壊さない形状が模索された。スレンダー、シャープ、近代的といったコンセプトを元にデザイン展開した結果、屋根はカーブを描き、色調をグレートーンに統一のうえ一体感を持たせた。トールゲート周辺の業務施設は、コンクリートと同化する色調を採用のうえ、極力トールゲートを前面に押し出すイメージを持たせた。こうしたデザイン処理は本線標識にも及んだ。門形標識柱、F型標識柱ともに通常は鋼管（円柱）を用いるところを、斜張橋との整合性に配慮して角形鋼管を用いた。
伊勢湾岸道路はその前後で接続する高速道路と同じく最高速度が100 km/hとなっているが、眼下の名古屋港の景色を眺めるために最低速度50 km/hを下回って走行する自動車、および路肩に駐車する自動車の発生が懸念されることから、主塔に旋回式のITVカメラを設置のうえモニター監視を行なっている。該当の自動車があった場合、橋梁路肩部に設置したスピーカーで注意を喚起するとしている。
東海IC - 飛島IC間は伊勢湾岸自動車道の中にあって、IC間隔が極端に短いことから明暗の変化が連続し、港湾という立地条件から道路周辺からの明かりが強いことでドライバーへの影響が懸念された。このため全線で本線照明を取り付け、塔やケーブル形状と調和したポール式を採用し、ランプカバーもテーパー状でシャープなイメージを表現している。
橋桁両端は遮音壁等、視界を遮るものはなく、名古屋の街と港を一望することが可能であるが、名港東大橋の東側途中からは壁に囲まれ、視界は効かない。理由は、付近の新宝ふ頭に敷設されている化学工場から東海市を通して日本道路公団に要請があったためで、自動車通過時に眼下の工場を見下ろすことによる企業秘密の漏洩を避けるためである。さらに、南側にはトヨタ自動車の海外への自動車積出基地（モータープール）があり、高架から空き缶等の落下物があった場合に新車に傷が付くことが懸念されたことで、道路両脇が壁で目隠しされることになった。
橋上には「たばこ投げ捨て禁止」看板が設置されている。これは潮見ふ頭が石油製品基地であり、なかでも伊勢湾岸道路の直下に油槽所があることから火災防止のための措置である。なお、潮見ふ頭はこうした事情から消防法によって火気の使用が厳しく禁じられている。

### 資金計画と地元協力
| 伊勢湾岸道路は愛知県など地元の強い要請によって建設された。このため国は、建設の見返りに費用負担など強い地元協力を要請した。画像左は新宝ふ頭に建設された新宝高架橋で、橋脚部分や東海IC料金所関係施設を除いて、高架下や両端の県道用地の取得費用は愛知県負担となった。画像右は名港潮見ICで、当該ICの建設費用は名古屋市と愛知県が全額負担のうえ、名古屋港管理組合が建設した。 |  | 伊勢湾岸道路は愛知県など地元の強い要請によって建設された。このため国は、建設の見返りに費用負担など強い地元協力を要請した。画像左は新宝ふ頭に建設された新宝高架橋で、橋脚部分や東海IC料金所関係施設を除いて、高架下や両端の県道用地の取得費用は愛知県負担となった。画像右は名港潮見ICで、当該ICの建設費用は名古屋市と愛知県が全額負担のうえ、名古屋港管理組合が建設した。 |
| 伊勢湾岸道路は愛知県など地元の強い要請によって建設された。このため国は、建設の見返りに費用負担など強い地元協力を要請した。画像左は新宝ふ頭に建設された新宝高架橋で、橋脚部分や東海IC料金所関係施設を除いて、高架下や両端の県道用地の取得費用は愛知県負担となった。画像右は名港潮見ICで、当該ICの建設費用は名古屋市と愛知県が全額負担のうえ、名古屋港管理組合が建設した。 |  | |

伊勢湾岸道路は、国道23号名四国道の混雑が著しいことで、中京圏の経済に大打撃を被っている状況から、豊田市の東名高速道路と四日市市の東名阪自動車道を結ぶ国道23号のバイパスとして地元自治体や経済界が国に伊勢湾岸道路建設を要請したことから計画は具体化した。なお、計画初期から高速自動車国道として計画することは当時の状況から不可能で、これは高速自動車国道建設の拠り所となる当時の国土開発幹線自動車道建設法に、豊田 - 四日市間に該当する法的根拠となる路線の記載がないためである。よって伊勢湾岸道路は、国土開発幹線自動車道建設法に拠らずに建設できる一般有料道路として計画が進められた。
長きに渡った地元自治体や経済界の陳情が効を奏し、1979年（昭和54年）に環状道路である一般国道302号を構成する路線の一部という位置付けで事業許可を受け、まずは整備の緊急度が高い金城ふ頭 - 西二区（飛島）間3.2 km（名港西大橋とその取り付け道路）が着工されることになった。この時の着工にまつわる役割分担としては、一般有料道路事業としての名港西大橋本体(758 m)が日本道路公団受け持ちで、最終的な工費は185億円、その前後のふ頭と西大橋をつなぐ連絡道路を建設省の担当として、こちらは税金投入とされた。いわゆる合併施行方式である。
伊勢湾岸道路の当初の事業費1,340億円の内訳
1986年（昭和61年）3月、残る東海市 - 金城ふ頭間の路線建設について、建設省から愛知県と名古屋市に建設案が提示された。この時の名古屋市の考えは、名港西大橋一期線と同様の公団による建設を望んでいたが、建設省から示されたのは、地元にも応分の負担を求めるものであった。当時の国は財政再建のための国費節減を謳っており、伊勢湾岸道路建設に対する国の反応として、地元による応分の負担は当然の流れでもあった。資金計画としては、有料限度額を1,150億円に設定したが、これは30年間で資金を返済していくためには、この金額が限度であるためで、それを上回る工費については地元で調達して欲しいということである。計画初期段階の見積もりでは1,340億円（のちに1,500億円に修正）とされ、1,150億円の差額の190億円について、地元協力、公共事業分とした。また、1,150億円のうち、国費が180億円、470億円が通常の公団借入金（利率7.5 %）、それ以外の500億円については地元経済界から低金利（利率6.149 %）で資金を借り入れることとされ、民間資金活用を着工の前提条件とした。この結果、東海IC - 飛島IC間 (6.1 km) のうち、新宝高架橋の用地買収費は大部分を愛知県が負担し、名港潮見ICの建設は地元施設として整備するという合意から、名古屋市と愛知県が全額負担のうえ、名古屋港管理組合が建設を担当した。また、飛島高架橋および金城高架橋の用地は、名古屋港管理組合が無償提供することになった。
こうした地元協力の甲斐あって、1987年（昭和62年）11月に、東海市 - 金城ふ頭間(3.9 km)が一般有料道路事業として事業許可が下り、これに建設省着工分の東海ICから名港東大橋付近までの1.1 km（のちに1.1 km区間は公団受け持ち化）を含めた合計5.0 kmの事業がスタートした。
当初でこそ1,500億円とされた事業費も、その後の名港西大橋二期線の事業取り込みによって2,050億円に増加し、これに物価上昇分を加味して2,210億円が最終事業費となった。名港西大橋一期線(185億円）を加えると、僅か6.1 kmの短い区間に2,395億円（日本道路公団負担分・建設省負担分は別途）の巨費が投じられたことになる。

### 通行料金

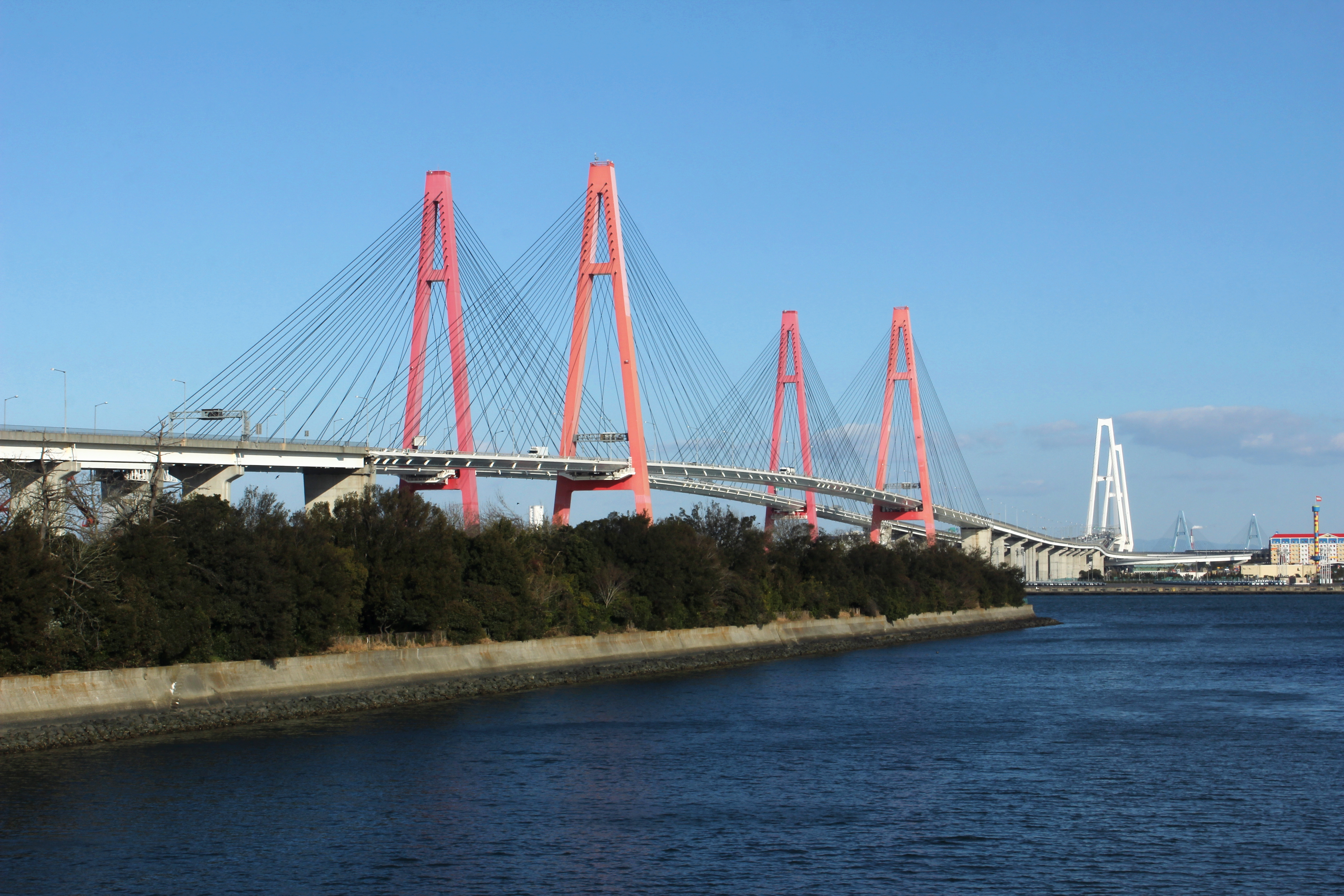
伊勢湾岸道路開通当初は個別採算性であった。路線に高コストの斜張橋を3つ含むことで通行料金は高速自動車国道と比べて割高である。

伊勢湾岸道路は高速自動車国道ではなく、一般有料道路である。高速自動車国道（第二東名、第二名神）と同様に日本道路公団が建設したが、当初、全国プール制の対象からは外れていたため、個別採算制となっていた。このため、伊勢湾岸道路の通行に際しては、高速自動車国道の通行料金とは別で伊勢湾岸道路単独の通行料金を支払う必要がある。特に伊勢湾岸道路の建設費は、斜張橋が3つ連なるなどして工費が高速道路平均の約10倍を要したことから、総工費2,000億円以上の費用を償還するために割高となっている。
1985年（昭和60年）3月の有料道路「名港西大橋」開通時点では四車種区分の下、普通車については410 円で設定されていたが、1998年（平成10年）3月の3大橋グランドオープンに伴って車種区分は五車種となり、名港西大橋区間の料金は300 円に値下げされた。この時から伊勢湾岸道路と第二東名を直通する場合は、伊勢湾岸道路区間内の料金割引制度が適用された。
2014年（平成26年）7月1日時点では、伊勢湾岸道路（東海IC - 飛島IC）のみの利用では、全区間利用で普通車870円、区間利用は、東海IC - 名港中央ICで570円、名港中央IC - 飛島ICで310円となっており、いずれも1 km当たりの料金は他の高速国道と比べ割高に設定されている。また、伊勢湾岸道路を全線利用し、その前後の高速国道（第二東名、第二名神）を連続利用する場合は、東海IC - 飛島IC間の料金を割り引く制度があり、例として普通車では150円、特大車では350円が割り引かれる。伊勢湾岸道路と高速国道との連続利用割引は、ETCでなくとも適用されるため、料金検索では本割引適用後の額を通常料金として表示している。ETC時間帯割引や障害者割引は、本割引適用後の料金に対して重複適用する。
日本道路公団時代、伊勢湾岸道路の料金徴収期間は2037年3月19日までとなっていた。割高な通行料金は伊勢湾岸道路単独の料金収入で2037年までに事業費を償還するために設定されたものであった。2005年（平成17年）の道路公団民営化の際、伊勢湾岸道路は「ネットワーク型一般有料道路」という位置付けで全国路線網（全国料金プール制）に組み込まれ、料金徴収期間は高速自動車国道に合わせ2050年までに延長された。これにより、伊勢湾岸道路単独の料金収入で2037年までに事業費を償還するという従来の前提が消滅した。一方、この前提を根拠に設定された通行料金は、高速自動車国道の水準（ターミナルチャージ・消費税を除き普通車24.6円/km）に引き下げられることなく、据え置かれた（同108.1円/km）。以降、伊勢湾岸道路の料金徴収期間は、日本高速道路保有・債務返済機構と中日本高速道路会社との協定に基づき延長が繰り返され、2024年（令和6年）時点では2072年までとなっている（2023年（令和5年）に改正された道路整備特別措置法では、料金徴収期間は最長2115年まで延長できることになっている）。この間、通行料金は消費税率の引き上げ分だけ値上げされたのみであるため、実質的には据え置かれている。
2019年（令和元年）、国土交通省社会資本整備審議会道路分科会国土幹線道路部会中京圏小委員会は、中京圏の高速道路の料金体系の整理・統一に関する基本方針を取りまとめたが、伊勢湾岸道路の料金水準を他の路線より高くすることは妥当であるとの判断を示した。小委員会はその理由として、「長大橋梁により、多額の建設費を要したこと」、「海に隔てられた港の間を短時間で横断できるという特別な便益を提供していること」、「債務の確実な償還」、「今後のメンテナンス費用の増大が見込まれること」、「伊勢湾岸自動車道も含めた豊田東JCTから四日市JCTまでの料金の水準は、大都市近郊区間における料金水準と大きな差が無いこと」を挙げた。基本方針に基づいて2021年（令和3年）に実施された中京圏の高速道路の料金体系の整理・統一では、伊勢湾岸道路独自の料金体系は維持された。
令和5年度は、伊勢湾岸道路は1日当たり平均10.8万台の利用があり、中日本高速道路会社に年間246.9億円もの料金収入をもたらした。現在の水準の料金収入が2072年までの50年間継続すると仮定した場合、50年間の料金収入の総額は1兆円を優に超えることになる。